# Dannebergplatz-Viertel

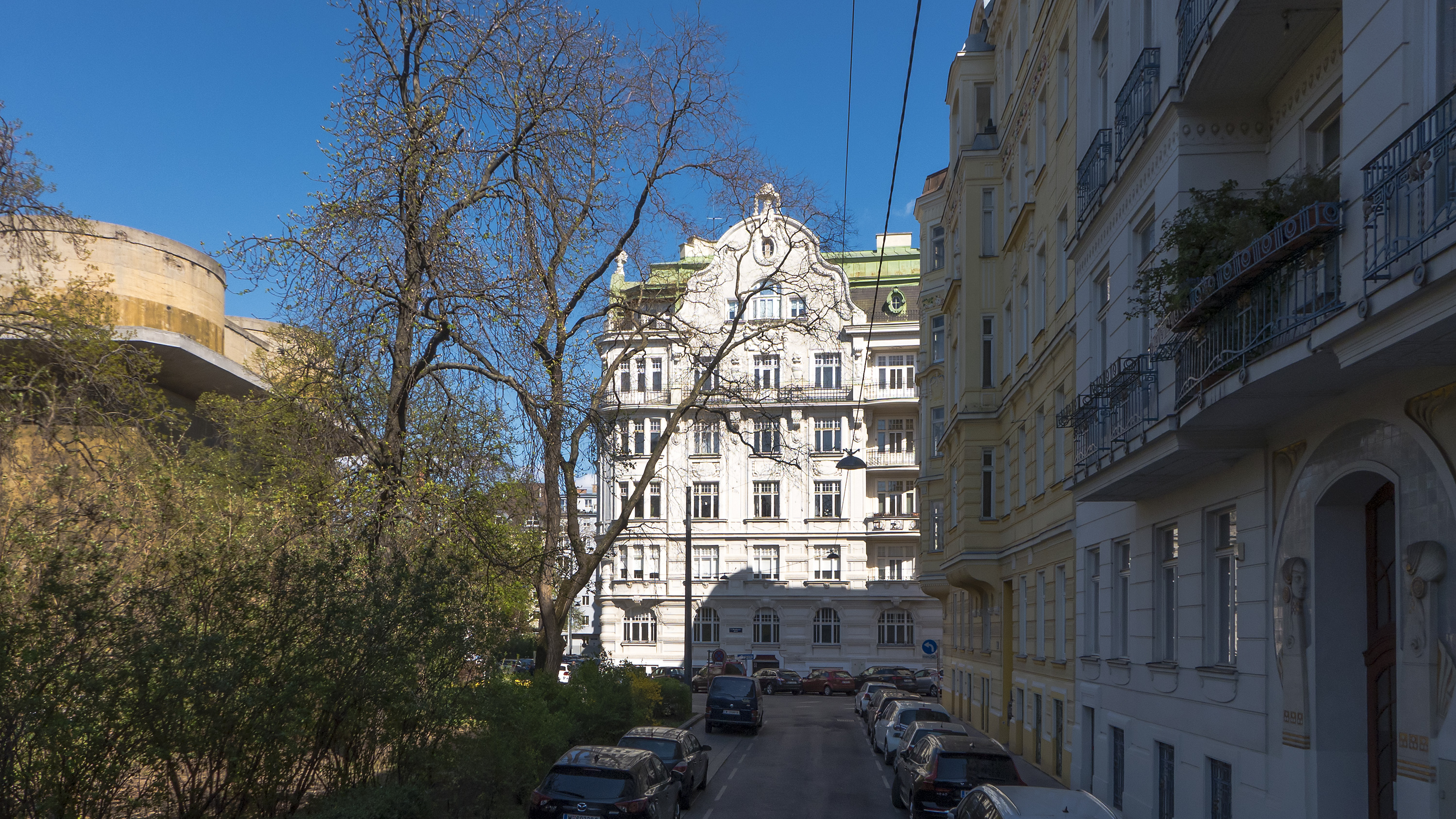
Dannebergplatz bei Nr. 11

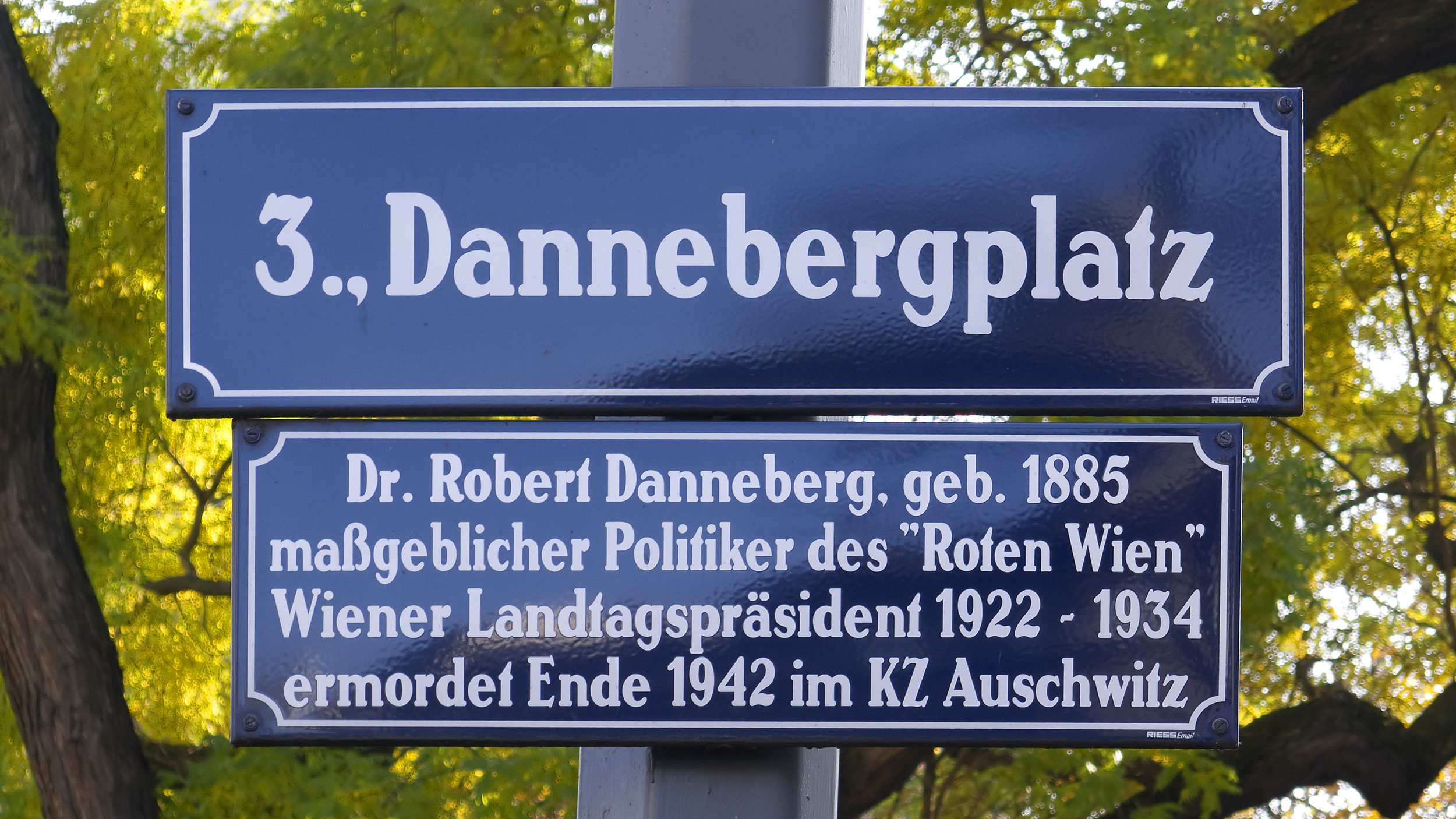
Straßentafel

Das Viertel um den Dannebergplatz liegt im 3. Wiener Gemeindebezirk, Landstraße. Es entstand, nachdem die Wiener Stadtverwaltung im Jahr 1900 das Palais Arenberg mit seinem großen Garten gekauft hatte und diesen teilweise parzellieren und verbauen ließ.
Das Viertel liegt zwischen Landstraßer Hauptstraße und Ungargasse und bildet ein geschlossenes Ensemble großbürgerlicher Häuser im Stil des Späthistorismus. Diese Häuser sind größtenteils fünfgeschoßig mit Fassadenreliefs, die teilweise schon secessionistisch beeinflusst sind. Zum Dannebergplatz-Viertel werden ein Großteil des Ziehrer- und Sebastianplatzes gerechnet, die Neulinggasse vom Ziehrerplatz bis zur Ungargasse, die Dapontegasse, ein Großteil der Hintzerstraße sowie Ries- und Engelsberggasse (mit Ausnahme des dazwischenliegenden Gemeindebaus). Alle genannten Verkehrsflächen wurden bei dieser Parzellierung angelegt bzw. (wie im Fall der Neulinggasse) in dieses Gebiet verlängert.
Alle im Folgenden beschriebenen Gebäude und Anlagen sind Teil der von der Stadt Wien definierten baulichen Schutzzone Landstraße.

## Arenbergpark
Das Herzstück des Viertels ist der 1907 angelegte Arenbergpark.
Die Nordseite des Parks wird von der nach 1900 von der Ungargasse ostwärts verlängerten Neulinggasse begrenzt. Östlich grenzt der Park direkt an Häuser. Seit 1943 werden Platz und Park von zwei Flaktürmen (Flak = Fliegerabwehrkanone) dominiert. Vom Palais Arenberg ist noch ein Gartenpavillon erhalten.

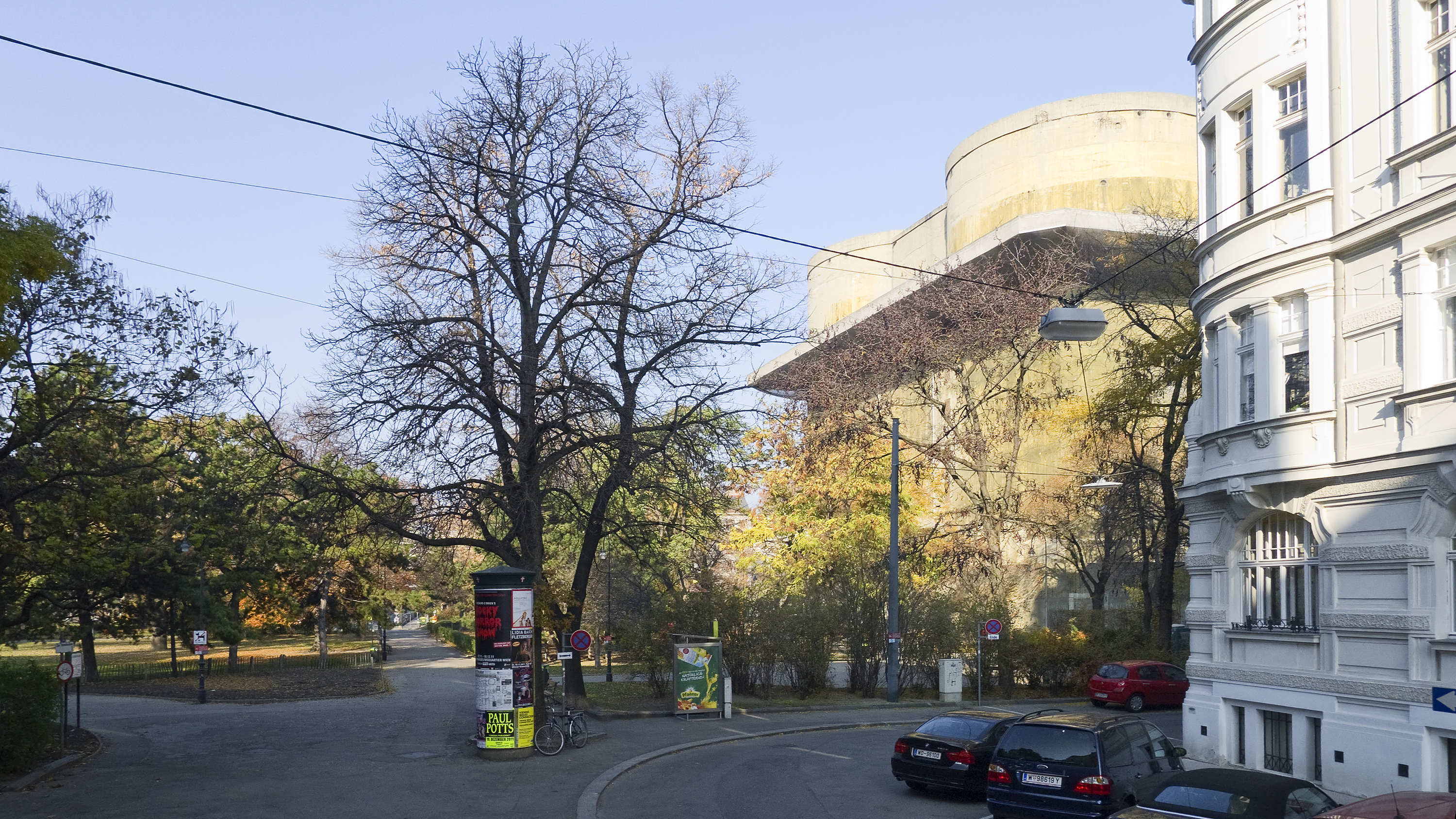
Der Arenbergpark mit dem Haus Boerhaavegasse 1 / Dannebergplatz 9
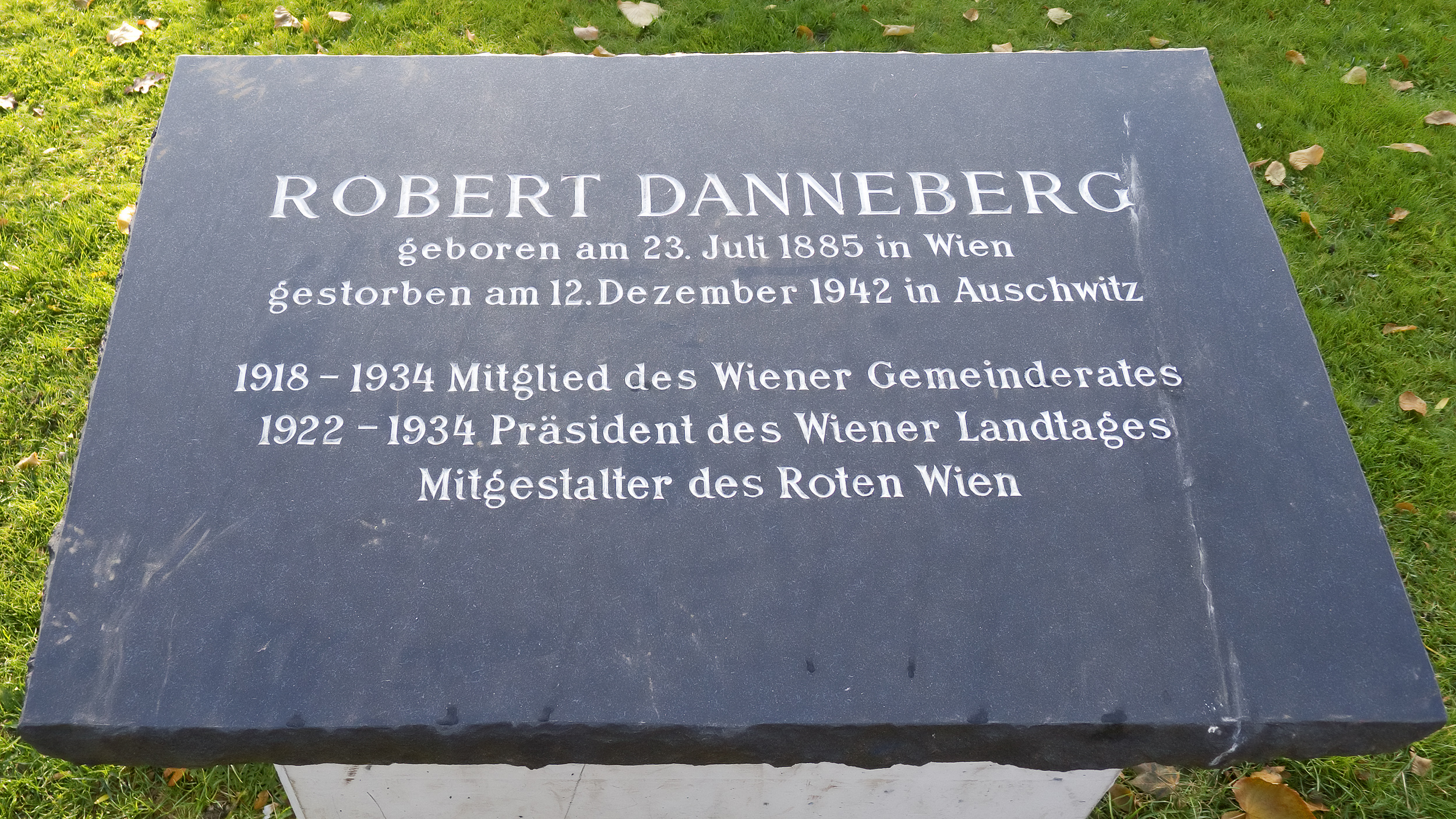
Gedenkstein für Robert Danneberg
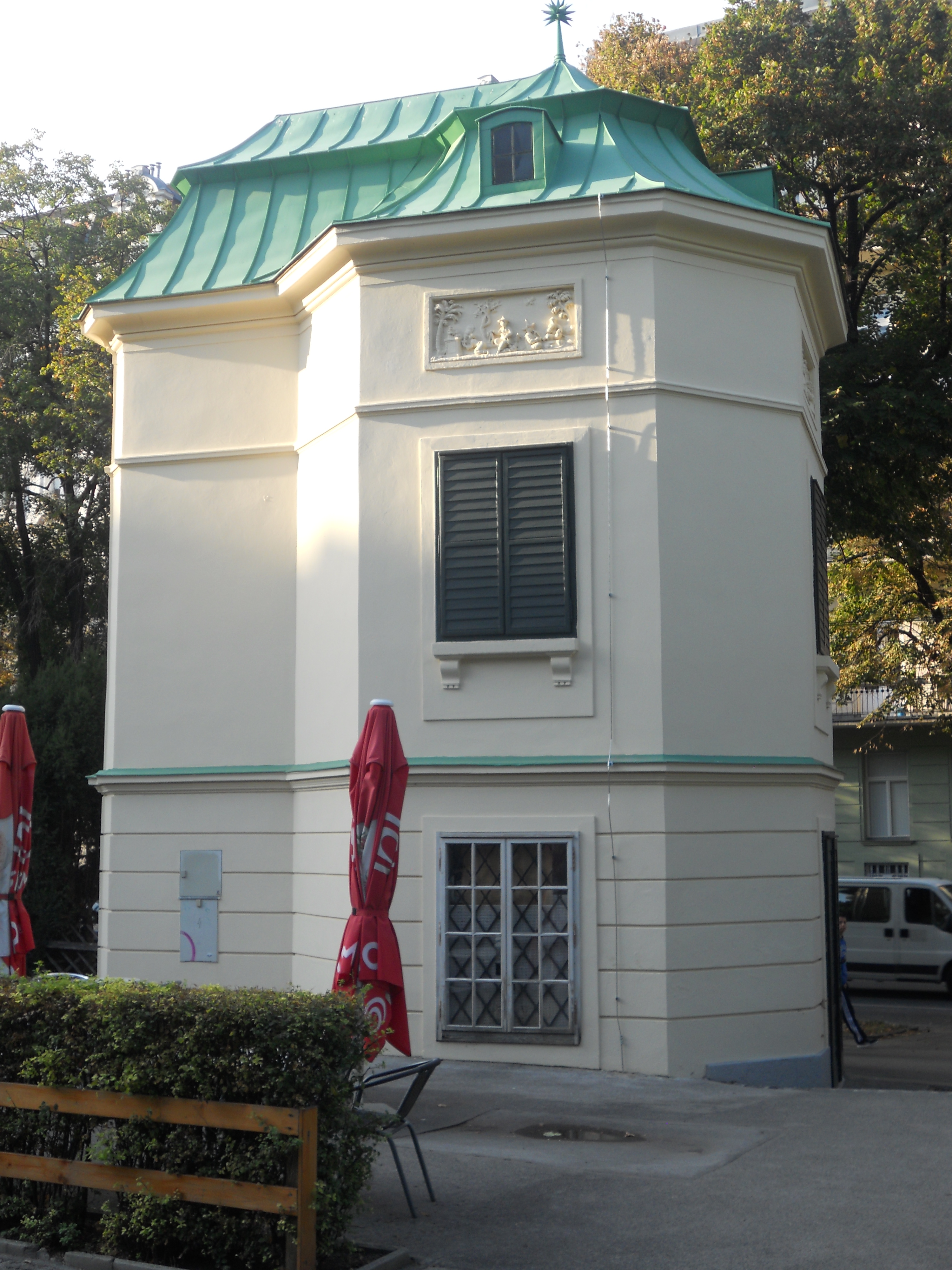
Der ehemalige Gartenpavillon des Palais Arenberg

## Dannebergplatz
Der Platz wurde 1906 als Zufahrt zu 1906–1908 westlich und südlich des Arenbergparks neu errichteten Häusern als Arenbergring eröffnet und 1949 nach dem im KZ Auschwitz umgekommenen sozialdemokratischen Politiker Robert Danneberg, einem Exponenten des Roten Wien, der an der Reisnerstraße im 3. Bezirk gewohnt hat, benannt. Der Dannebergplatz umfasst Süden und Westen des 1900 bzw. 1907 eröffneten Arenbergparks (daher der frühere Name ...ring) in Form einer Straße. Auf dem elektronischen Stadtplan der Wiener Stadtverwaltung sind die Gebäude Nr. 6 (neben dem Haus Barmherzigengasse 1), direkt neben dem Flakturm, bis Nr. 20, Ecke Neulinggasse 5, eingetragen.
Fast alle Bauten sind in einem Zug von zwei Architekten, Georg Berger (Nrn. 7, 8, 10, 11, 14, 15, 19) und Wenzel König (Nrn. 7, 8, 9, 10, 14, 15, 18; 19 als Bauherr) geschaffen worden. Ausnahmen sind Nr. 12 und 13 (Carl Caufal), 16 (Paul Gütl) und Nr. 18 (Dapontegasse 2, Johann Marschall).
Am Dannebergplatz wurde 1976 eines der ersten Buddhistischen Zentren Österreichs gegründet.
- Nr. 9: Das Haus wurde 1908 von W. König und Friedrich Schläfrig erbaut. Die plastisch gegliederte, monumentale Fassade ist mit mächtigen Giebelbauten und einer reich ausgestalteten Dachpartie ausgestattet, die runde Ecklösung ist reich gegliedert. Die Ornamentik ist in der Art des Zopfstils gestaltet.

- Nr. 11: Das Haus wurde von Georg Berger und Guido Gröger gestaltet. Es ist das einzige rein secessionistische Gebäude am Platz. Es sind Einflüsse der frühen Wagner-Schule erkennbar, deren Herkunft aber unklar bleibt. Die Eisengitter der Balkone schwingen leicht aus, das Glasdach mit Eisenrippen springt stark hervor. Die Stuckornamentik steht unter dem Einfluss der Wiener Werkstätte und ist mit blauen Kacheleinlagen belegt, die unterhalb des Daches zu einem Fries zusammengefasst sind. Das Portal ist von maskenartigen Mädchenfiguren flankiert.

- Nr. 16: Das Haus wurde 1908 von Paul Gütl errichtet. Die Fassade ist streng gegliedert, der Dekor neoklassizistisch. Akzente werden durch langgezogene Balkone gesetzt, die Seitenerker sind von Balustern bekrönt.

- Nr. 19: Der Arenberghof stammt aus dem Jahr 1906 von Georg Berger. Die monumentale Fassade weist einen mächtigen Giebel auf, an den Seitenachsen befinden sich Balkonnischen, daneben je ein zweiachsiger Erkerbau.

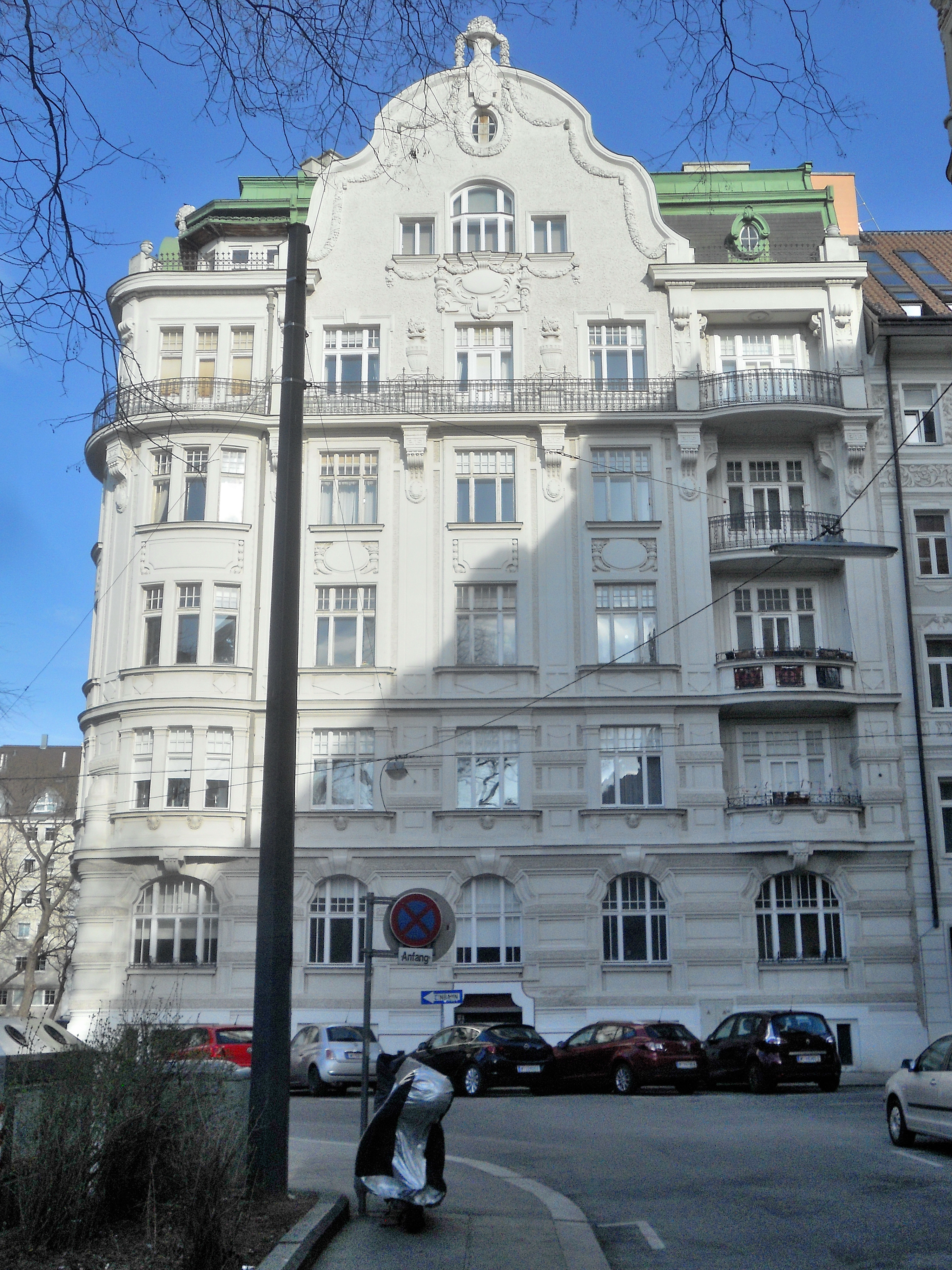
Nr. 9
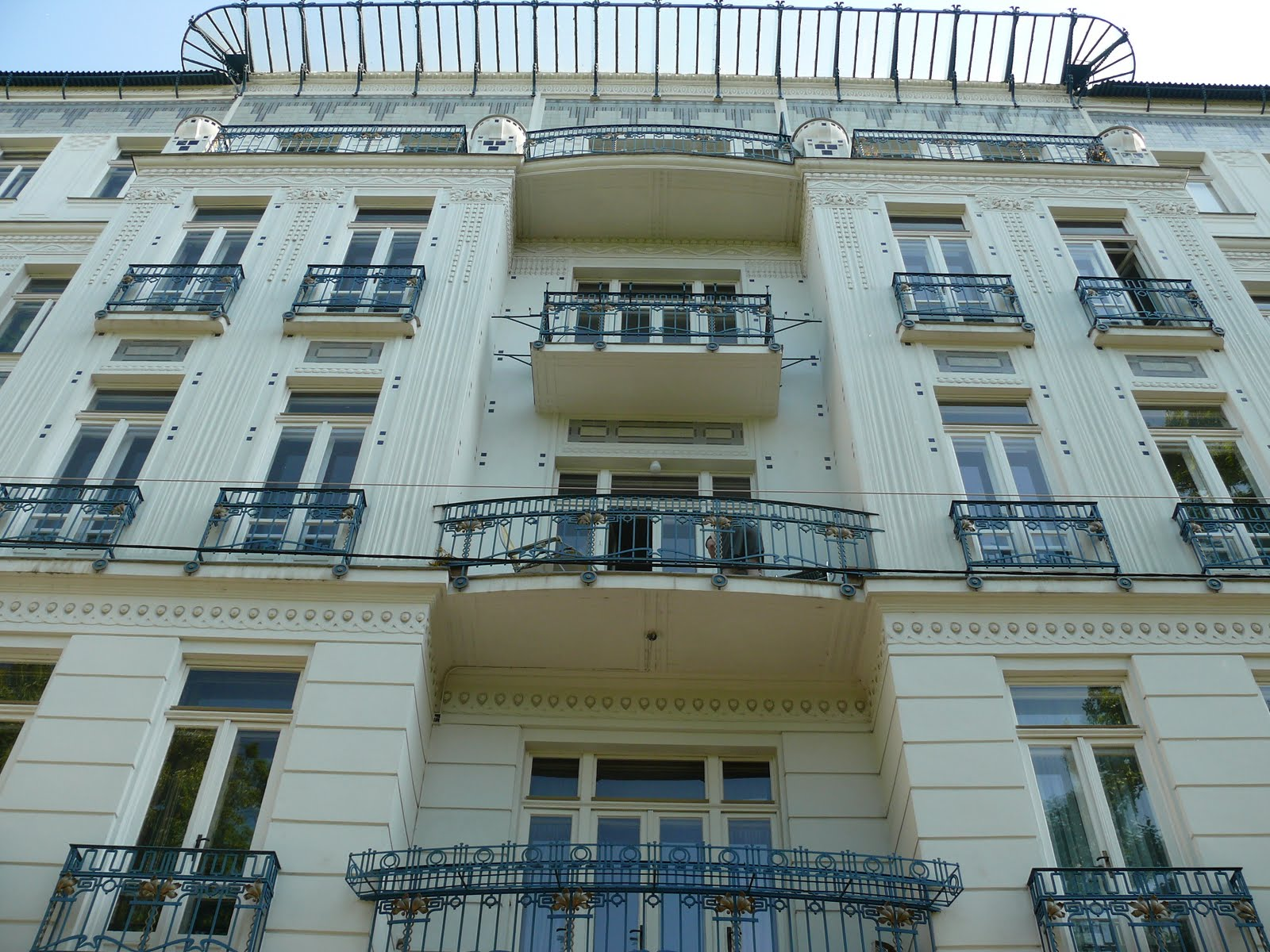
Nr. 11
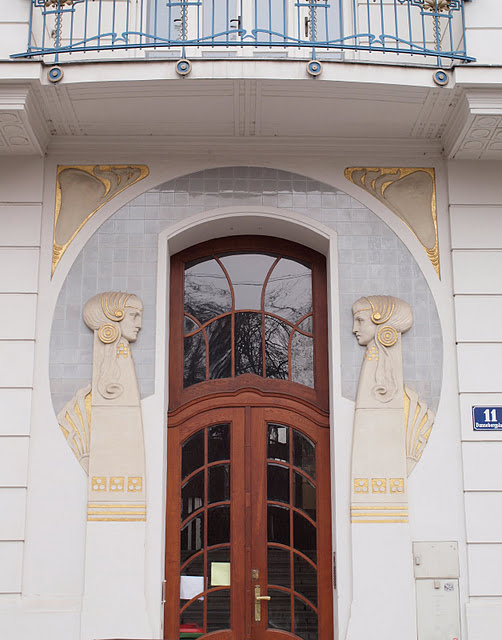
Portal von Nr. 11
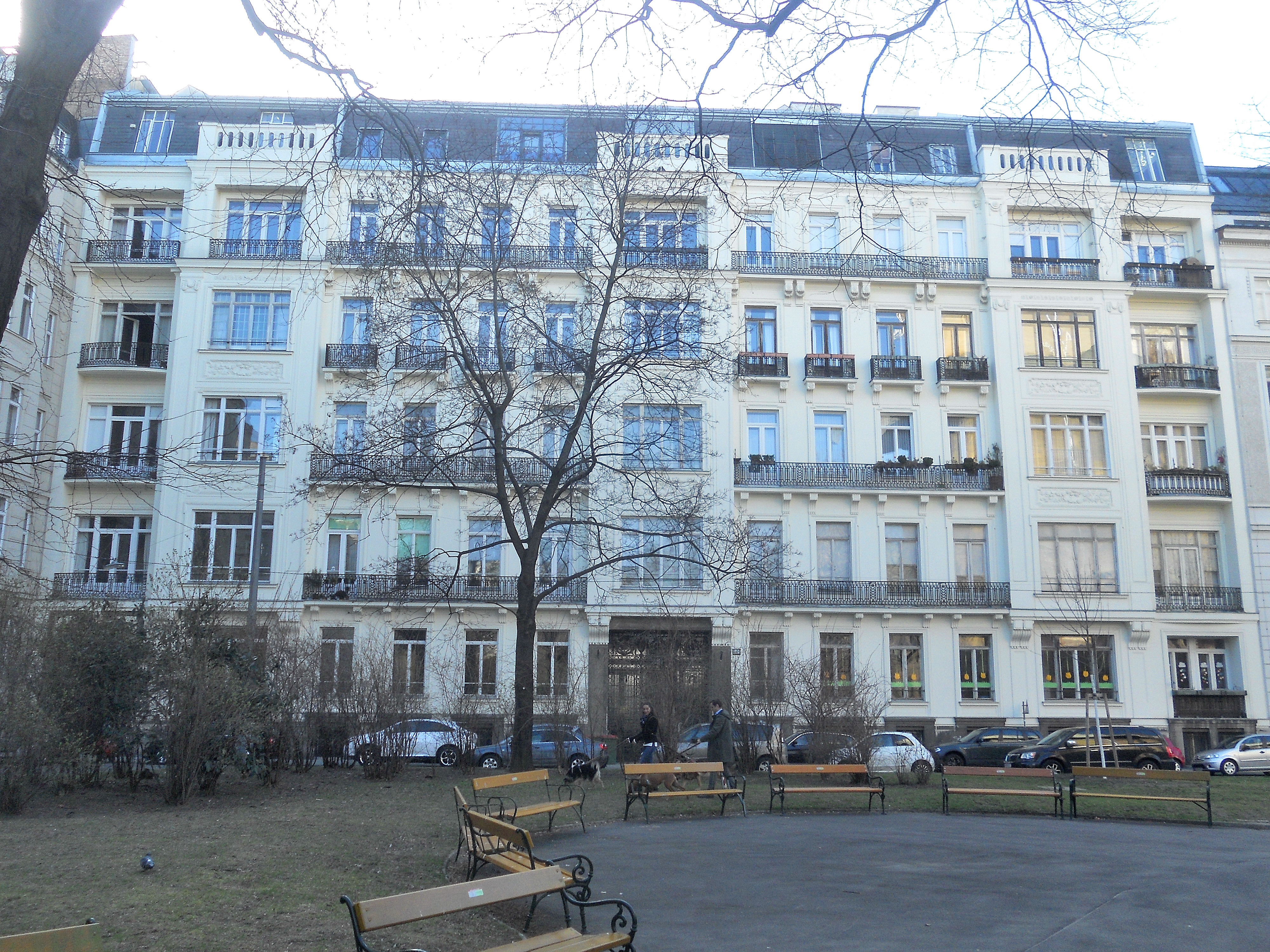
Nr. 16
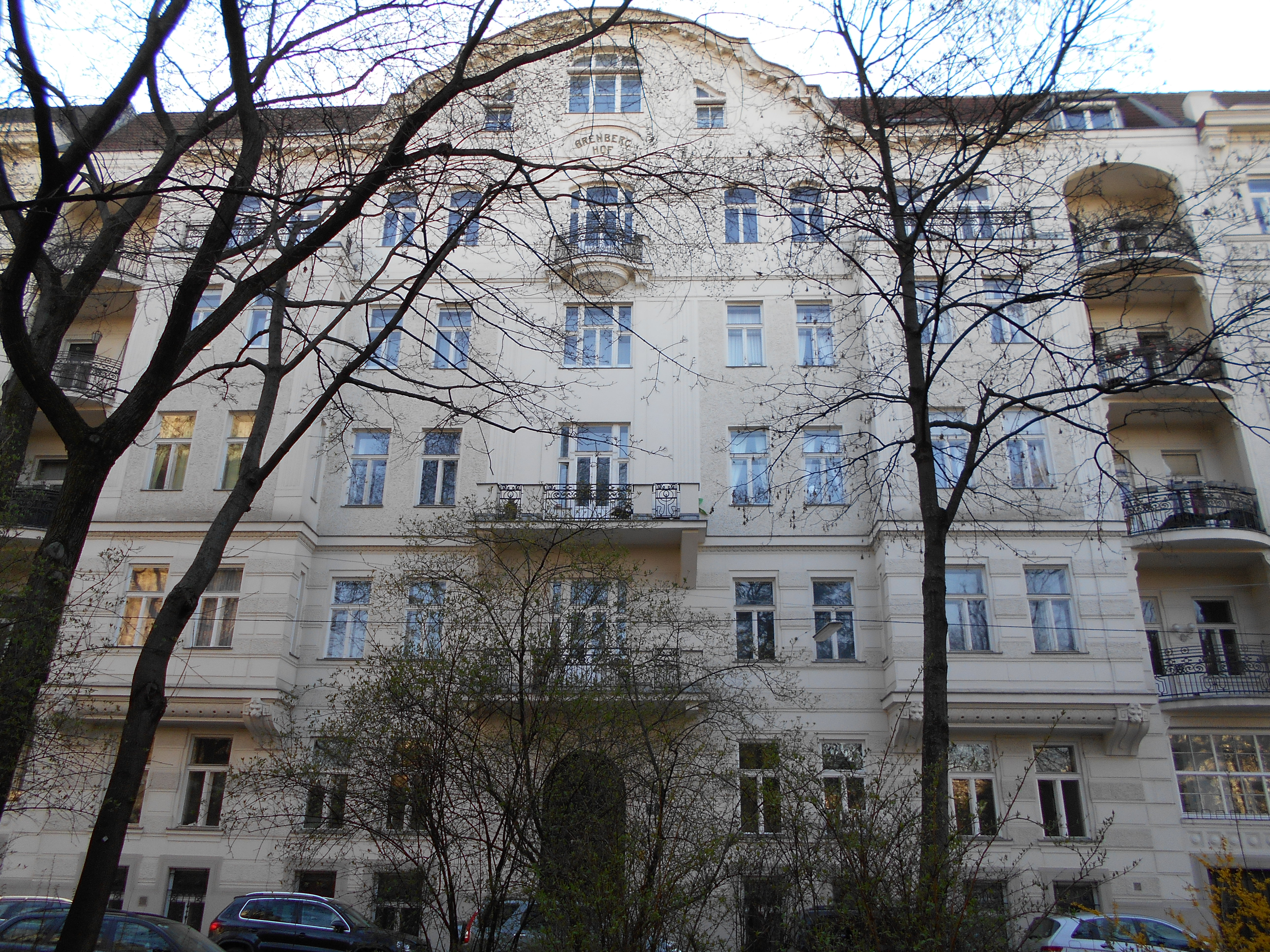
Nr. 19 (Arenberghof)

## Dapontegasse
Die Gasse wurde 1906 angelegt und nach Lorenzo da Ponte benannt. Dieser Gassenzug mit seiner malerischen Fassadenzeile ist vollständig erhalten, in dieser Geschlossenheit liegt auch der städtebauliche Wert der Straße. Die Fassaden sind oft durch Abrundungen aufgelockert und mit überdimensionaler Ornamentik ausgestattet, wobei neben barockisierenden Elementen gelegentlich auch schon secessionistische treten. Zum Dannebergplatz hin sind die Fassaden mit turmartigen Erhöhungen besonders markant.
Laut Kunsttopographie gehören sie zu den wichtigsten architektonischen Leistungen der letzten Phase des Wiener Historismus. Friedrich Achleitner merkt kritisch an, dass das, was am Dannebergplatz noch ausgewogener und gebändigt erscheine, in der Dapontegasse in neureiche Selbstdarstellung umgekippt sei.
- Nr. 6–8 (Riesgasse 6): Die Zwillingshäuser stammen aus dem Jahr 1907 von Leopold Fuchs. Der Dekor der Häuser ist üppig mit abgerundeten turmartigen Ecklösungen und kleinen Giebelaufbauten über den Portalachsen. Es weist sowohl Stein- als auch Gitterbalkons auf.

- Nr. 7: Das Haus wurde 1907 von Ignaz Reiser erbaut. Die Fassade ist durch leicht vorgewölbte Erkerbauten mit geschwungenen Giebeln akzentuiert, die im dritten Geschoß durch einen Steinbalkon verbunden sind. Das Portal weist einen rundbogig abgeschlossenen Giebel mit Mädchenmaske als Schlussstein auf.

- Nr. 9: Das Haus stammt von Ignaz Reiser aus dem Jahr 1908. Die Fassade ist genutet und weist Steinbalkone auf. Dach- und Giebelaufbauten sowie Fensterbekrönungen sind in barockisierenden Stilformen gehalten.

- Nr. 10 (Engelsberggasse 6): Das Haus wurde 1907 von Moritz Feldhendler erbaut, es weist Gitterbalkone an der abgerundeten Ecke auf.

Andere Häuser stammen von Jakob Gartner (Nr. 3, 1907/08; Nr. 4, 1906), Rudolf Erdös (Nr. 5, 1907), Hugo Schuster (Nr. 11, 1909), Rudolf Kmunke (Nr. 12, 1906) und Anton Hein (Nr. 13, 1906). An das Haus Nr. 12 schließt in der Ungargasse Nr. 53 und 51 (Neulinggasse 15) an, die ebenfalls von Rudolf Kmunke aus den Jahren 1905/06 stammen.

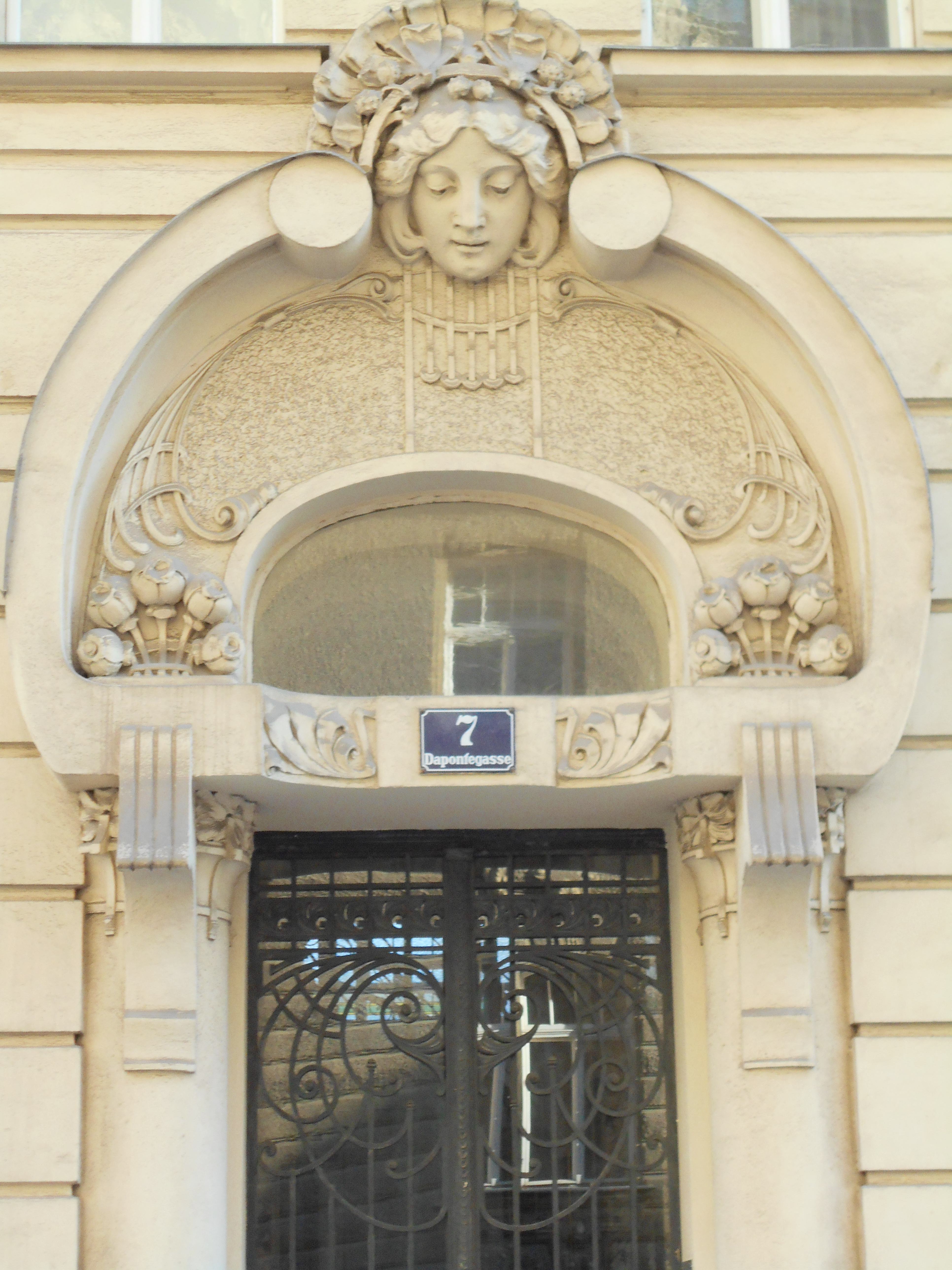
Portal von Nr. 7
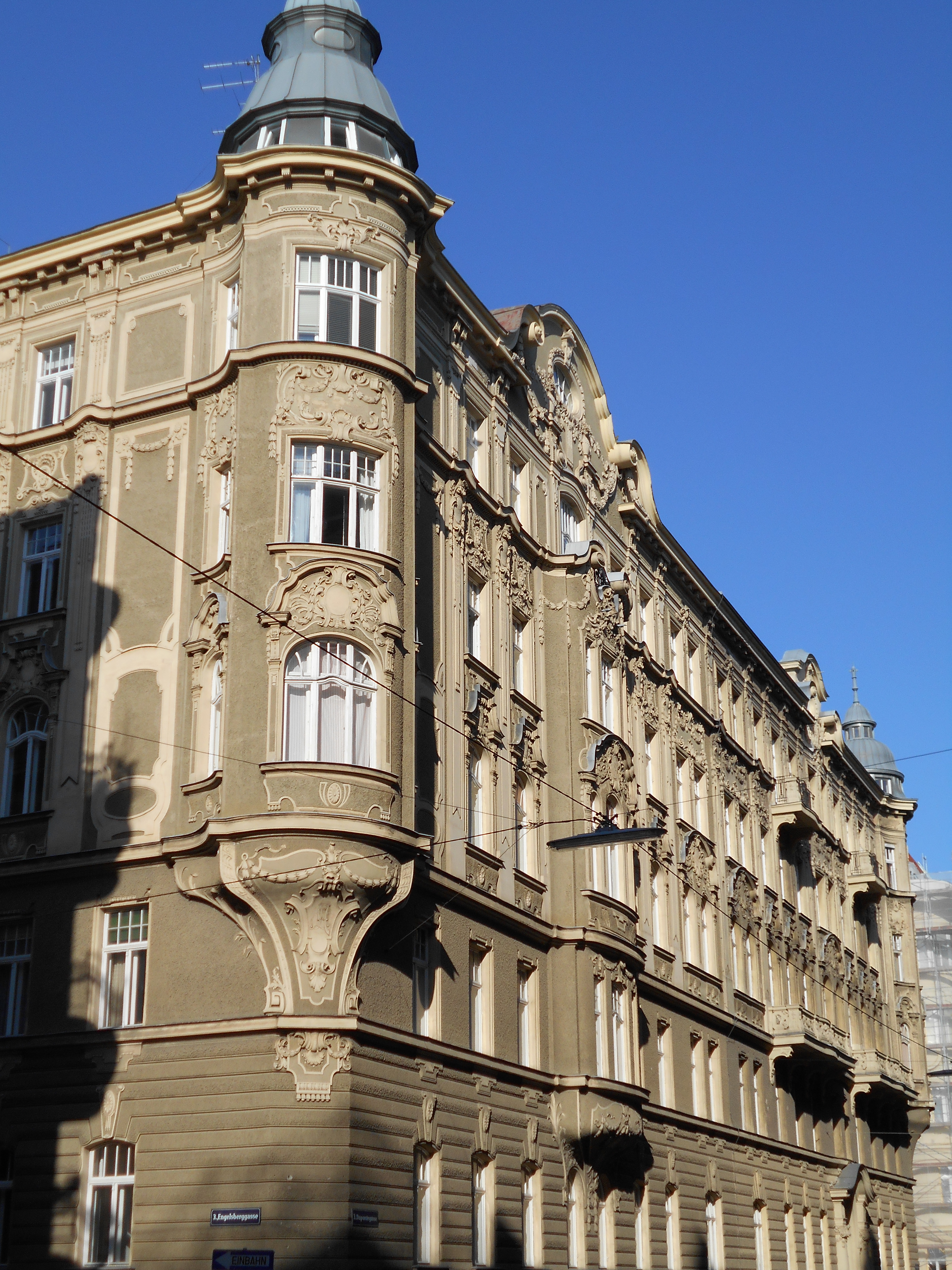
Nr. 8
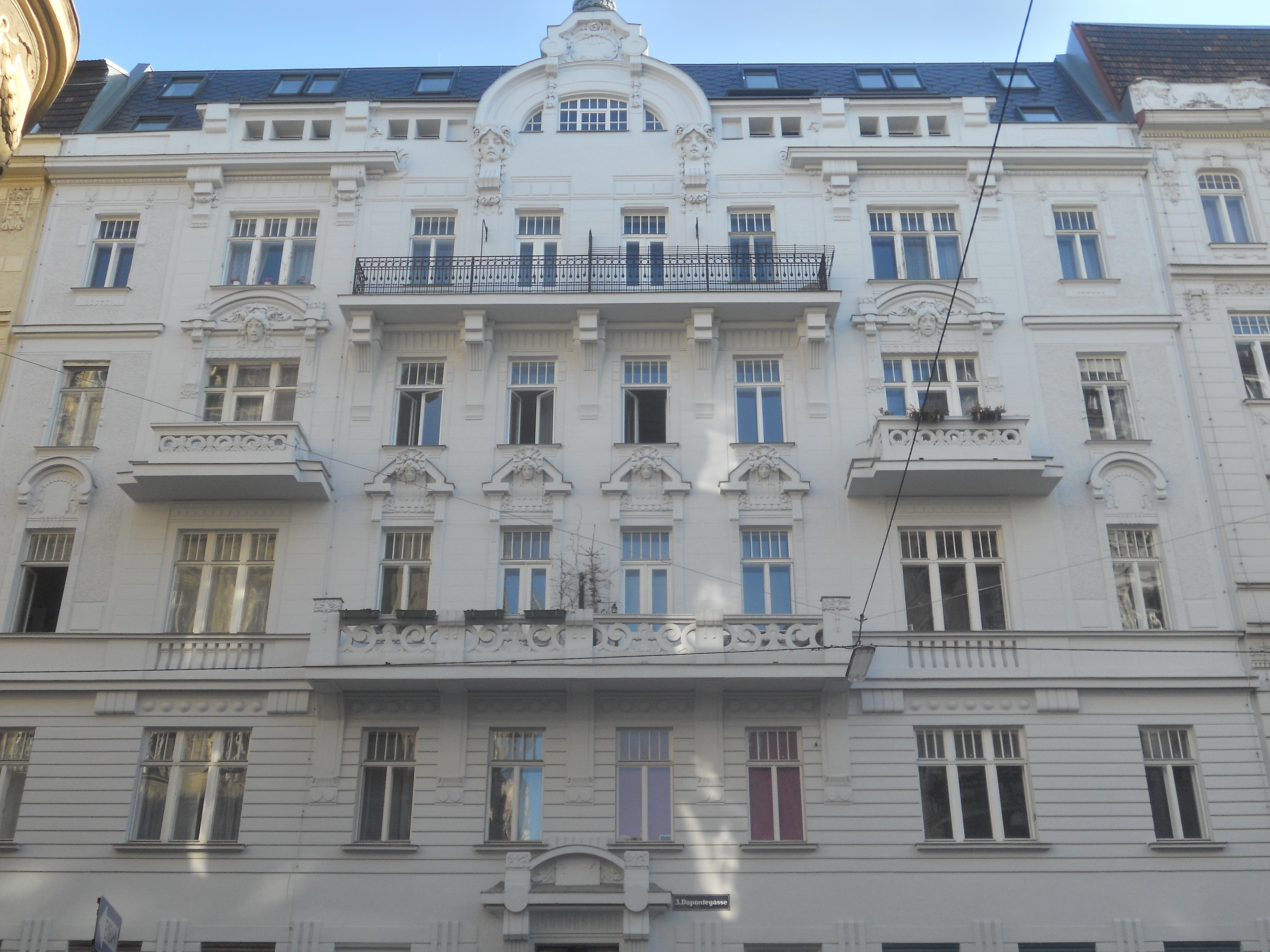
Nr. 9
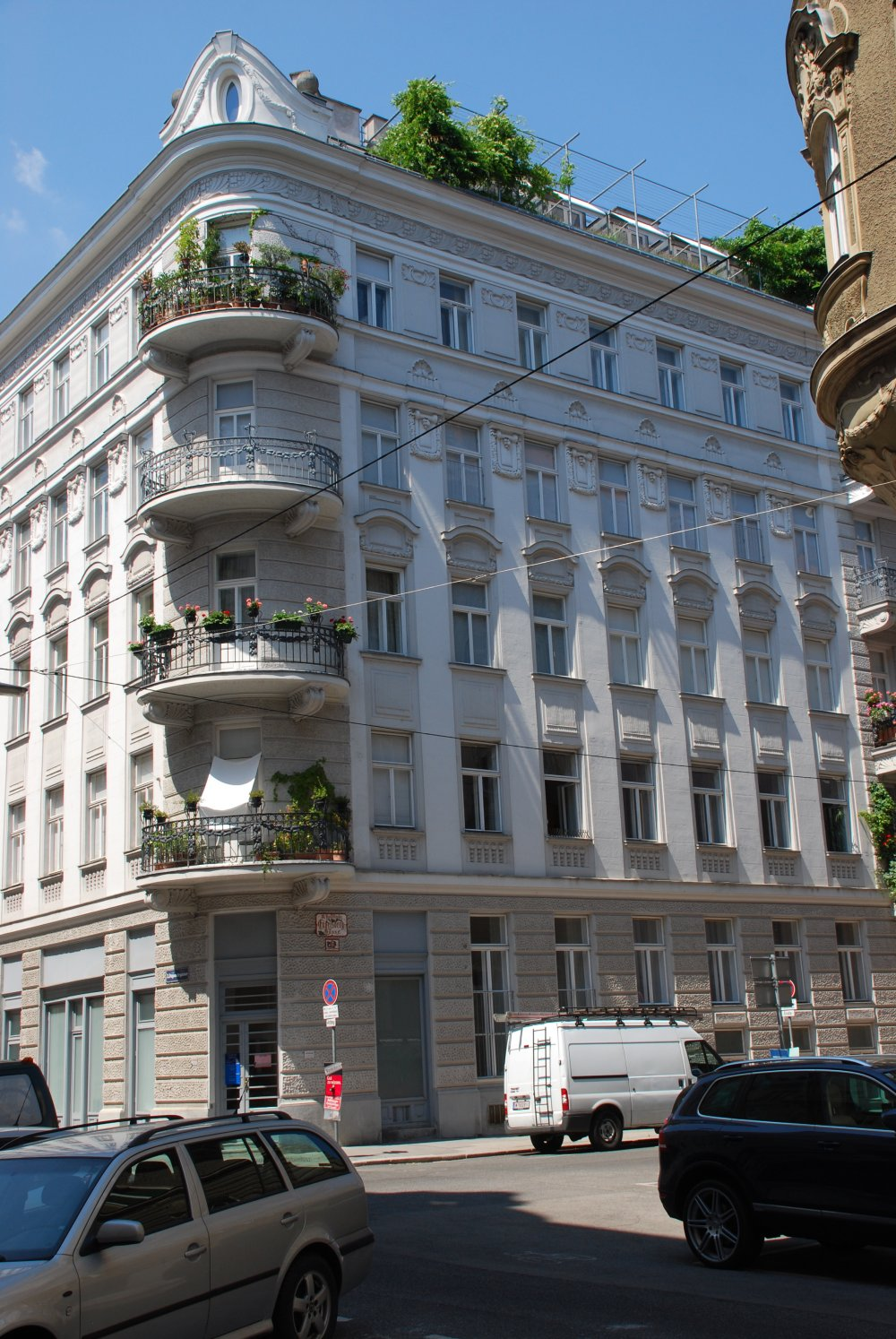
Nr. 10

## Engelsberggasse
Die Engelsberggasse wurde 1906 nach dem Komponisten E. S. Engelsberg (Pseudonym von Eduard Schön (1825–1879)) benannt und 1906/07 verbaut. Mit Ausnahme des Gemeindebaus auf Nr. 3 (Alfred Chalousch und Heinrich Schopper, 1926/27) und dem Eckhaus Nr. 6 zur Dapontegasse (Nr. 10, Moritz Feldhendler, 1907) stammen sämtliche Gebäude von Leopold Fuchs (auch die Eckhäuser zur Neulinggasse (Nr. 1 = Neulinggasse 11 und Nr. 2 = Neulinggasse 13)). Das Haus Nr. 4 steht unter Denkmalschutz.

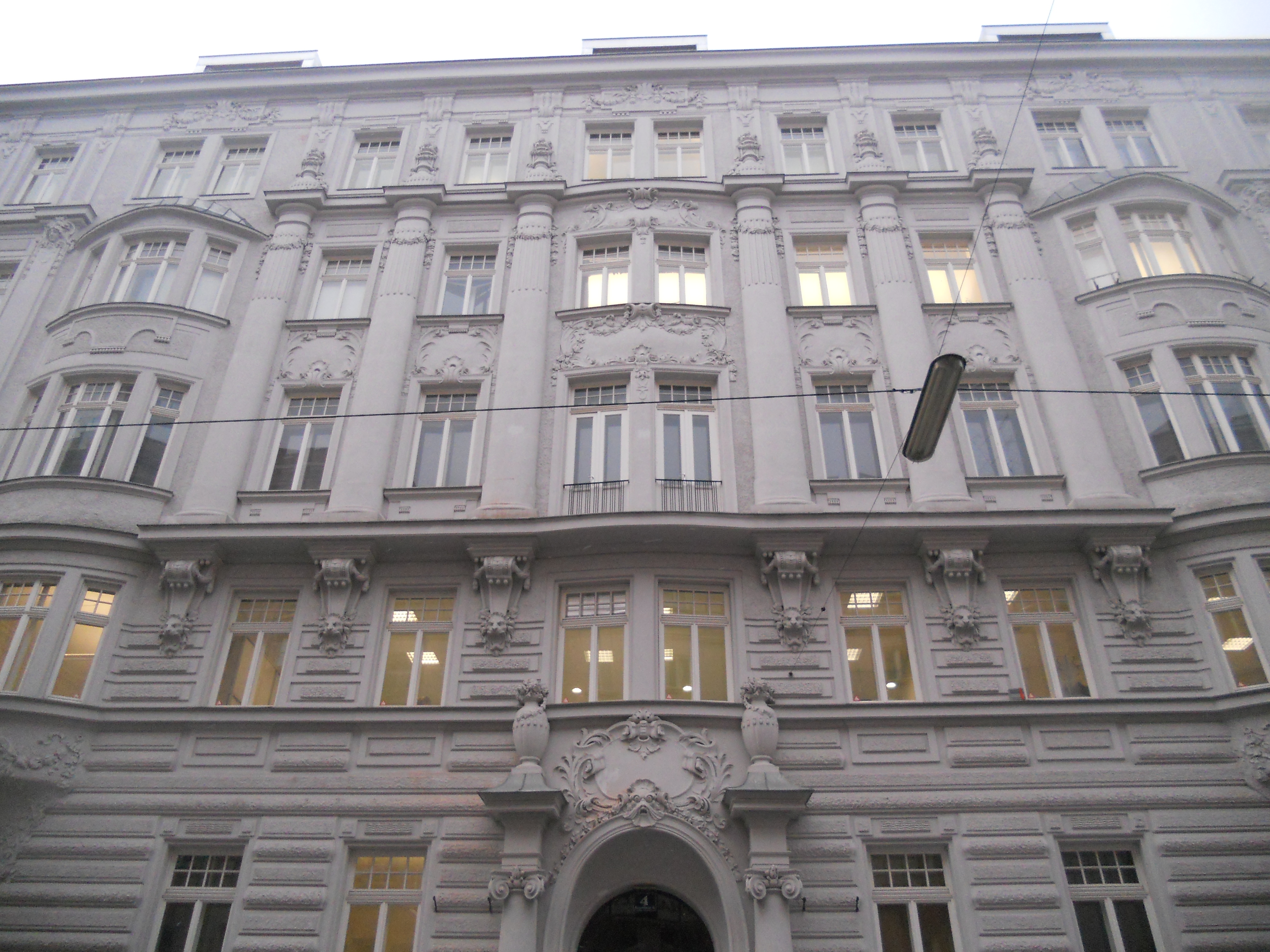
Nr. 4

## Hintzerstraße
Die nach dem Unternehmer und Philanthropen Gottlieb Hintzer (1731–1805) benannte Straße wurde 1905–1912 verbaut und hat mit Ausnahme des Eckhauses Nr. 1 zur Landstraßer Hauptstraße und der am Ende der Straße zum Sebastianplatz hin gelegenen Häuser einen ähnlichen Charakter wie die Dapontegasse. Die Häuser stammen von Siegfried Kramer (Nr. 2, 1910), Carl Caufal (Nr. 3, 5, beide 1905), Carl Jagersberger (Nr. 4, 1911), Rudolf Erdös (Nr. 7, 1910), W. König (Nr. 10, 1912) und Carl Pitkowitz (Nr. 12, 1912)
- Nr. 8 (Pfarrhofgasse 16, Ziehrerplatz 9a): Das Haus stammt aus dem Jahr 1912 von Ernst Ornstein und wirkt nicht zuletzt durch den Polygonalerker als Eckpunkt des Ziehrerplatzes.
- Nr. 9–11: Rochushof: Diese straßenhofartige Anlage wurde 1910 von Heinrich Kestel erbaut. Sie weist eine reich silhouettierte Dachlandschaft mit Erkervorbauten und turmartigen Rundungen auf. Die barockisierende Stuckornamentik wird durch Figurenschmuck ergänzt (an den Straßenfassaden Frauen mit Ährenkränzen, an der Hoffassade Greifen mit Adlerfiguren). Achleitner kritisiert die ungünstigen Wohnungsgrundrisse, die durch die große Trakttiefe bedingt sind.[8]

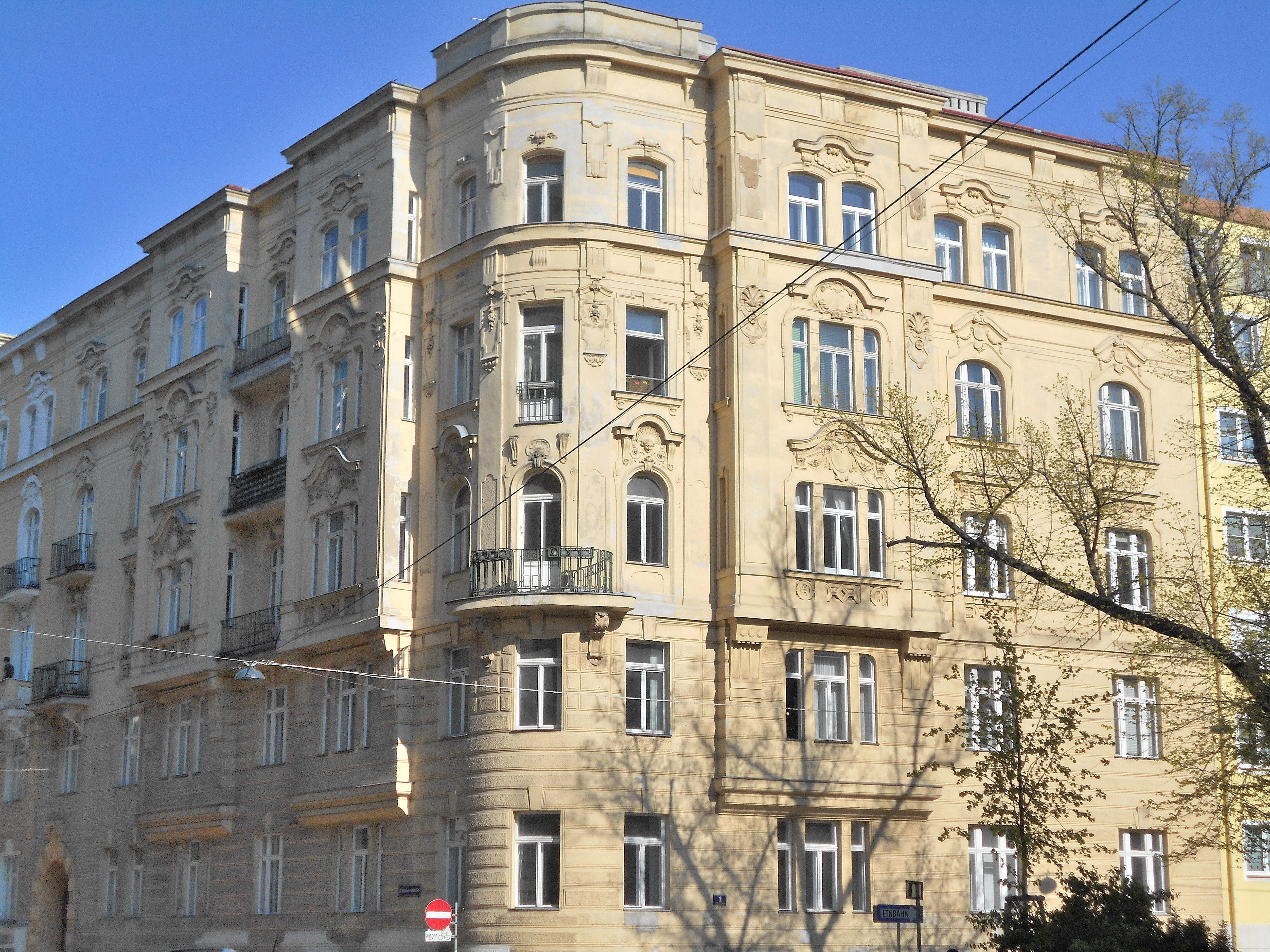
Nr. 5 (Ziehrerplatz 1)
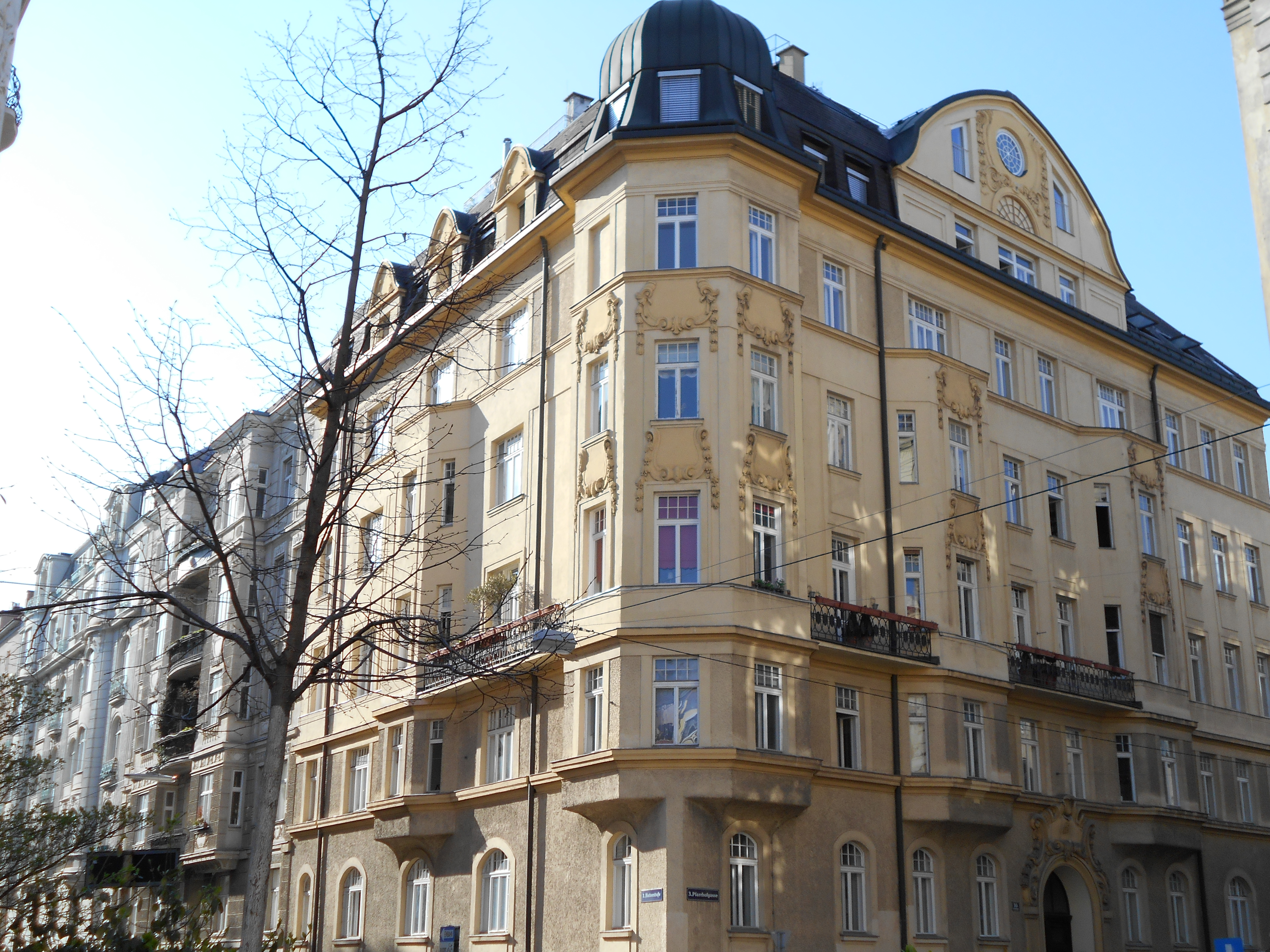
Nr. 8
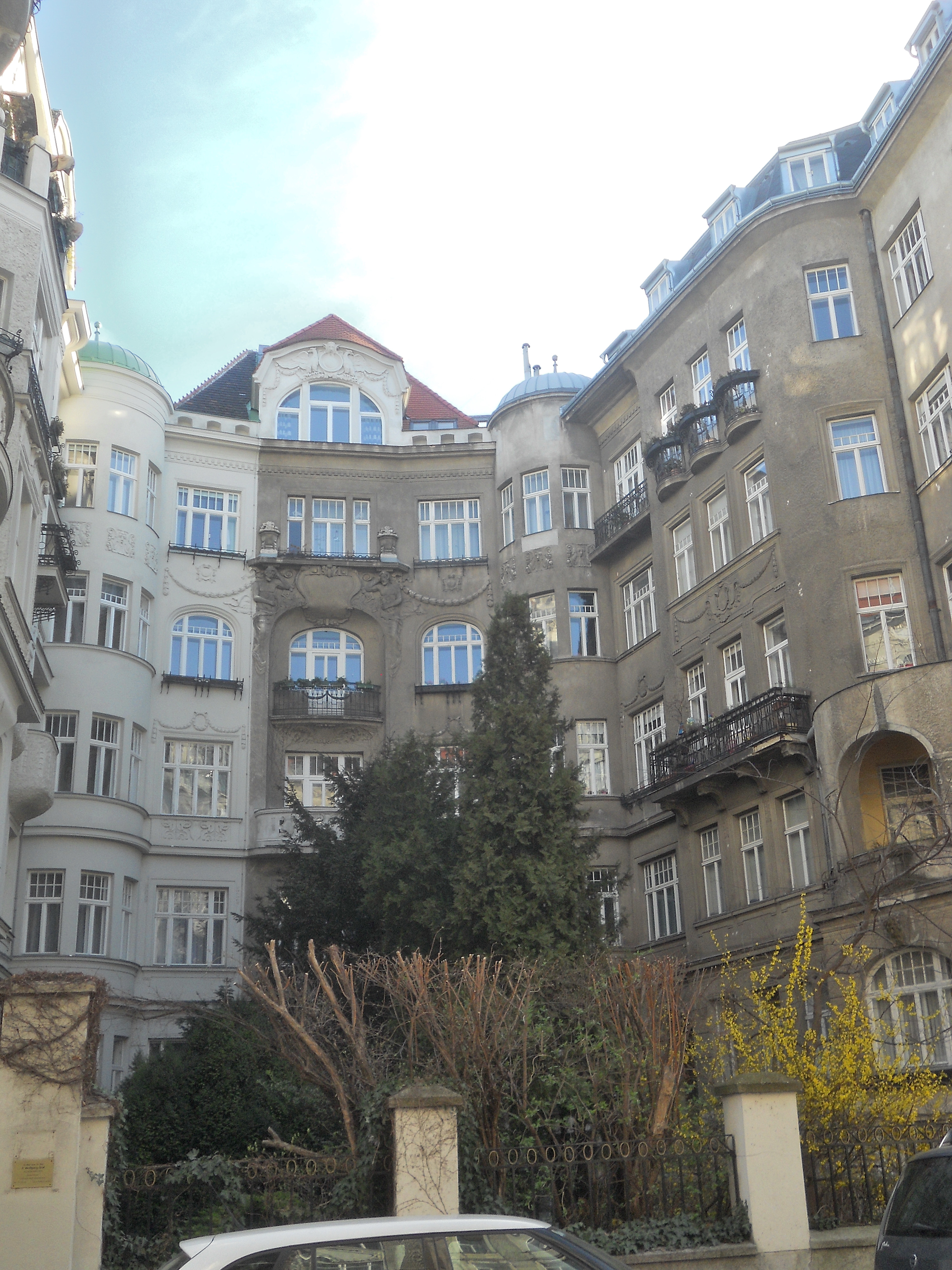
Der Rochushof
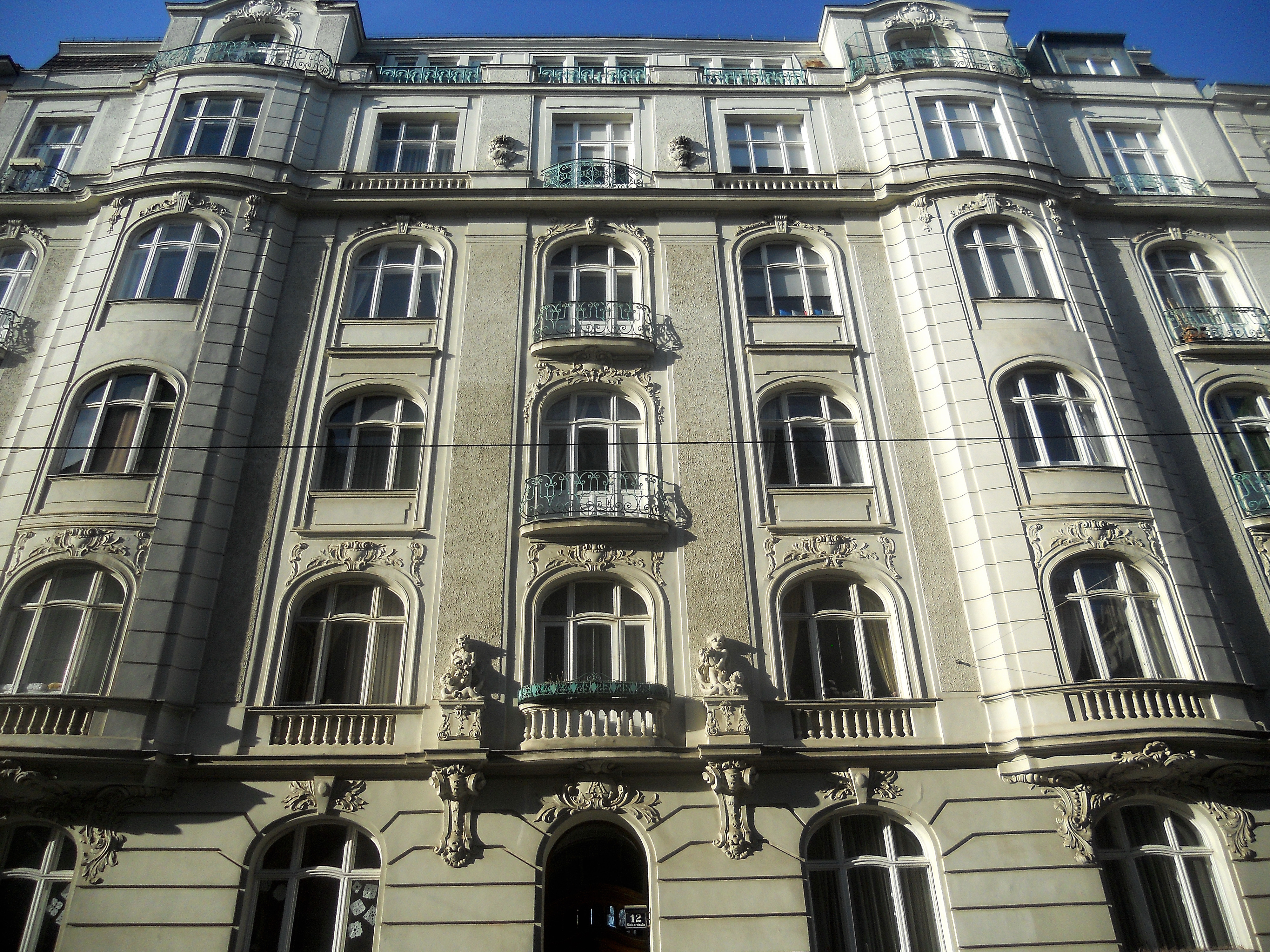
Nr. 12

## Neulinggasse
Von der Neulinggasse gehört nur der Abschnitt vom Ziehrerplatz zur Ungargasse zu diesem Ensemble, die vorher nur bis zur Ungargasse reichende Straße wurde 1906 verlängert. Benannt wurde die Straße 1862 nach dem Gastwirten Vinzenz Neuling (1795–1846). Die Fassaden der Häuser sind hier etwas zurückhaltender und flächiger. Die Bauten stammen von: Jakob Gartner (Nr. 7 (Riesgasse 1), 1906), Leopold Fuchs (Nr. 9 (Riesgasse 2), 1906; Nr. 11 (Engelsberggasse 1), 1906; Nr. 13 (Engelsberggasse 2), 1906; Nr. 28, 1903), W. König (Nr. 10 (Ziehrerplatz 6), 1914; Nr. 12, 1914; Nr. 14, 1914), Rudolf Kmunke (Nr. 15, 1905), Rudolf Erdös (Nr. 16 (Sebastianplatz 9), 1906; Nr. 18 (Sebastianplatz 1), 1905), Max Lambert (Nr. 20, 22, beide 1905), Moritz Feldhendler (Nr. 24, 1905), Carl Stephann (Nr. 26, 1904).

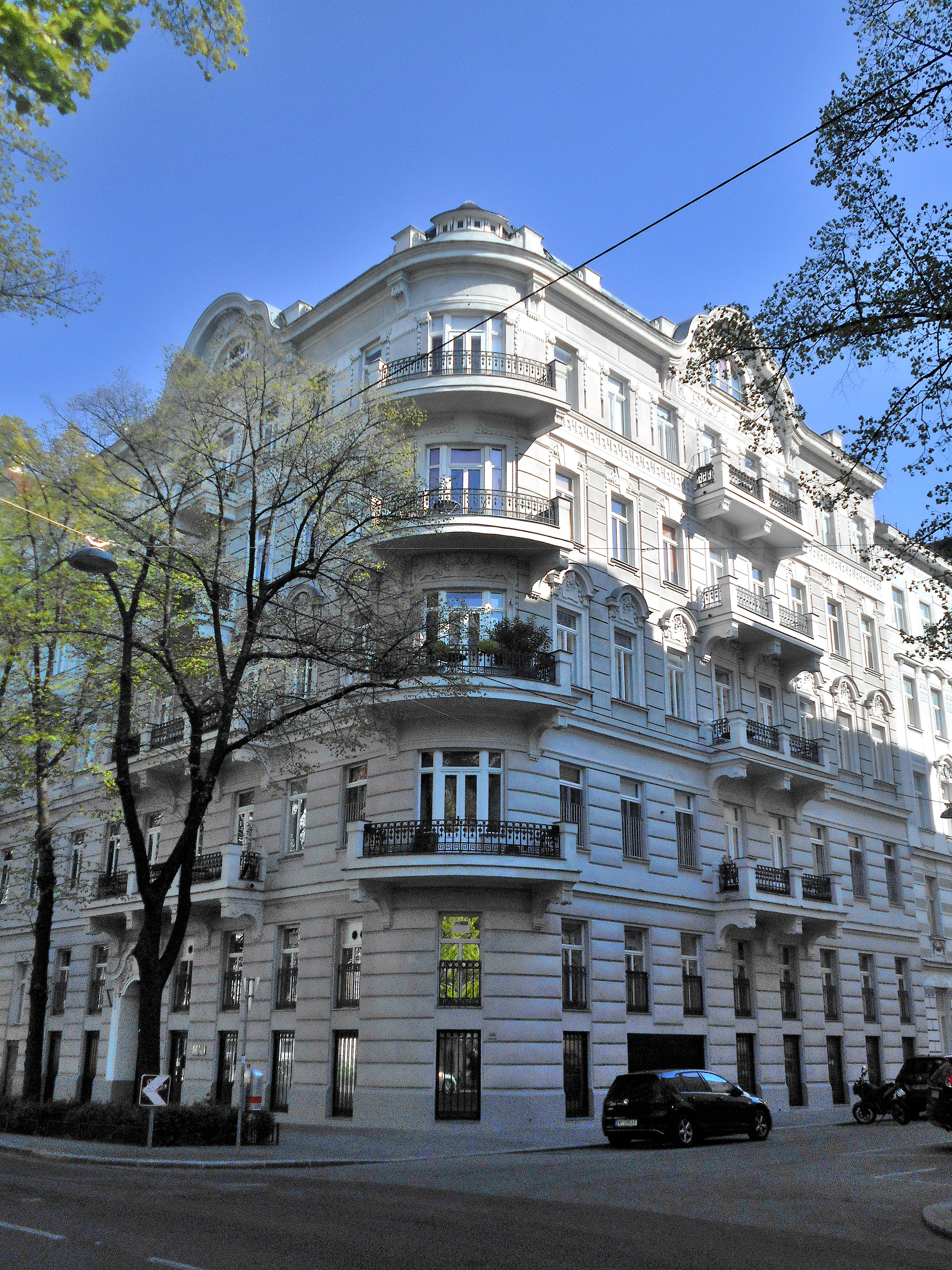
Nr. 7 (Riesgasse 1)
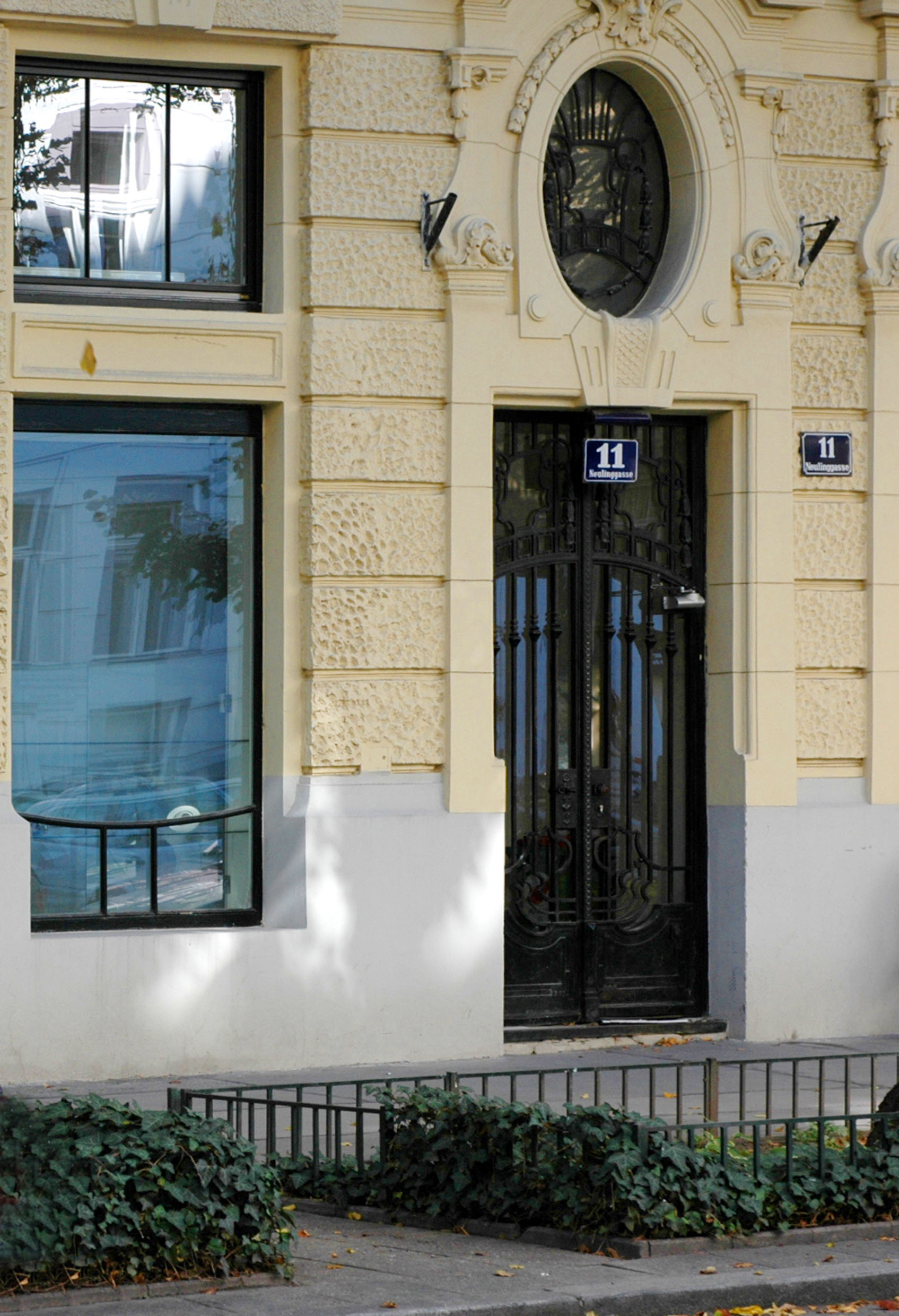
Portal von Nr. 11
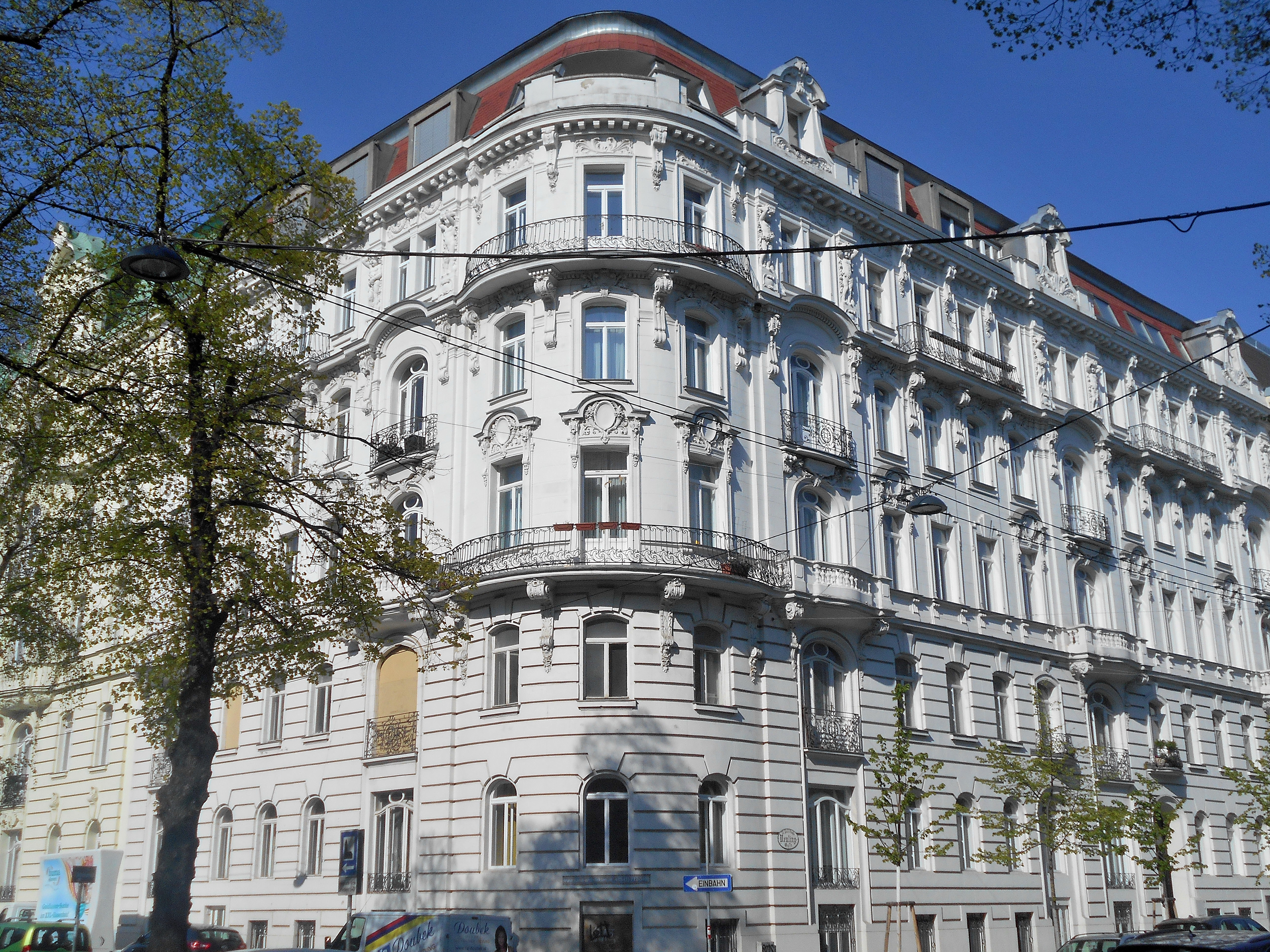
Nr. 16 (Sebastianplatz 9)
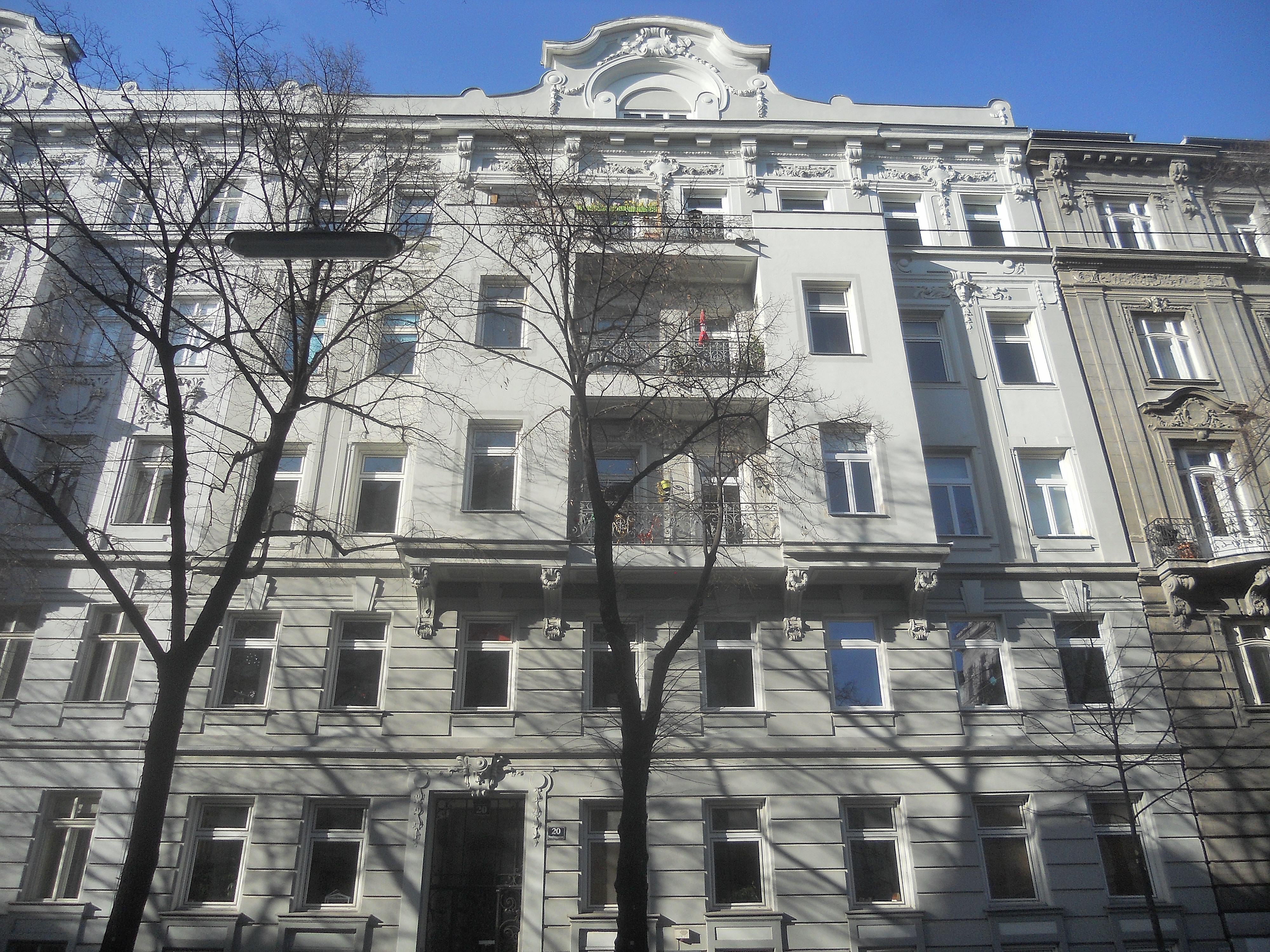
Nr. 20

## Riesgasse
Die Riesgasse wurde 1906 nach dem Komponisten und Beethoven-Biographen Ferdinand Ries (1784–1838) benannt. Wie bei der Engelsberggasse gehört der dazwischenliegende Gemeindebau (Nr. 4) aus dem Jahr 1927 nicht zum Ensemble. Die Häuser Nr. 3 und 5 wurden 1907 von Max Döring erbaut, von Jakob Gartner stammen zwei Eckhäuser (Nr. 1 = Neulinggasse 7, Nr. 7 = Dapontegasse 4), die beiden anderen (Nr. 2 = Neulinggasse 9, Nr. 6 = Dapontegasse 6) sind von Leopold Fuchs.

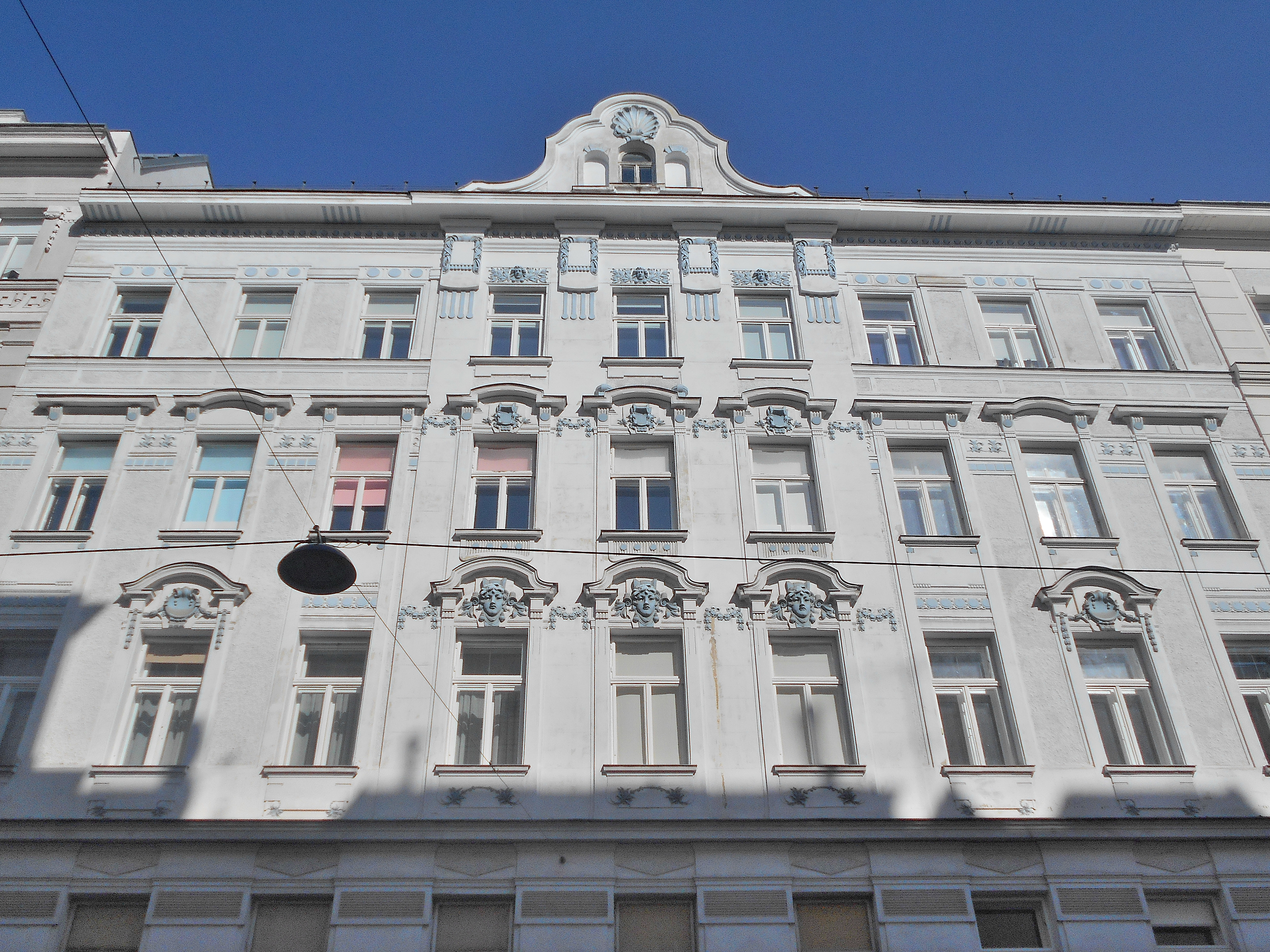
Nr. 3

## Sebastianplatz
Am nach einem der beiden Patroziniumsheiligen der Rochuskirche benannten Sebastianplatz gibt es nur noch vier Bauten, die zu diesem Ensemble gehören. Diese stammen von Rudolf Erdös (Nr. 1 (Neulinggasse 18), 1905; Nr. 7, 1908; Nr. 9 (Neulinggasse 16), 1905) sowie Max Lambert (Nr. 2, 1907). Die Schule auf Nr. 3 (Wilhelm Baumgarten, 1934/35) und die anderen Bauten am Platz stammen aus der Zwischen- oder Nachkriegszeit.

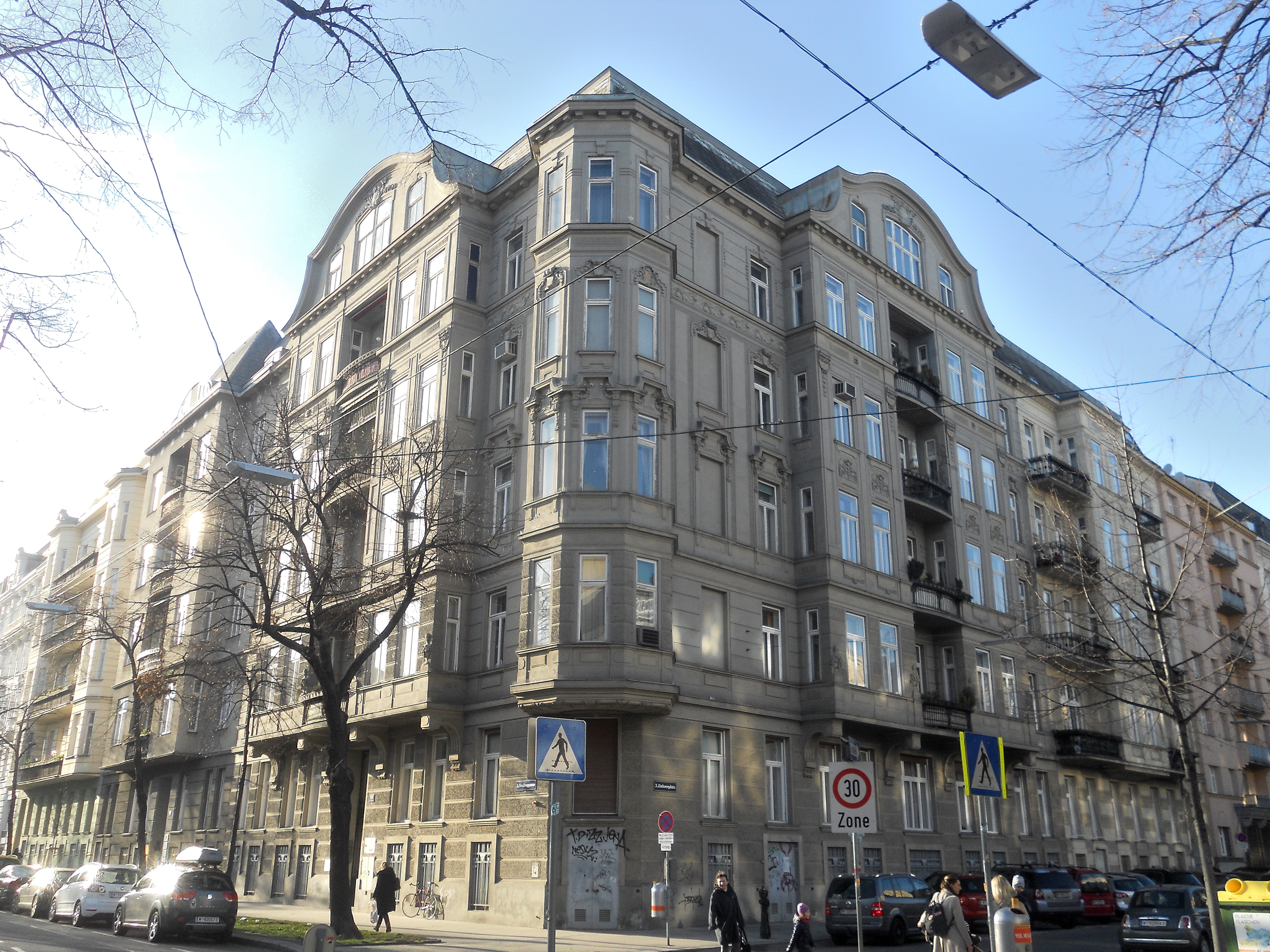
Nr. 1 (Neulinggasse 18)
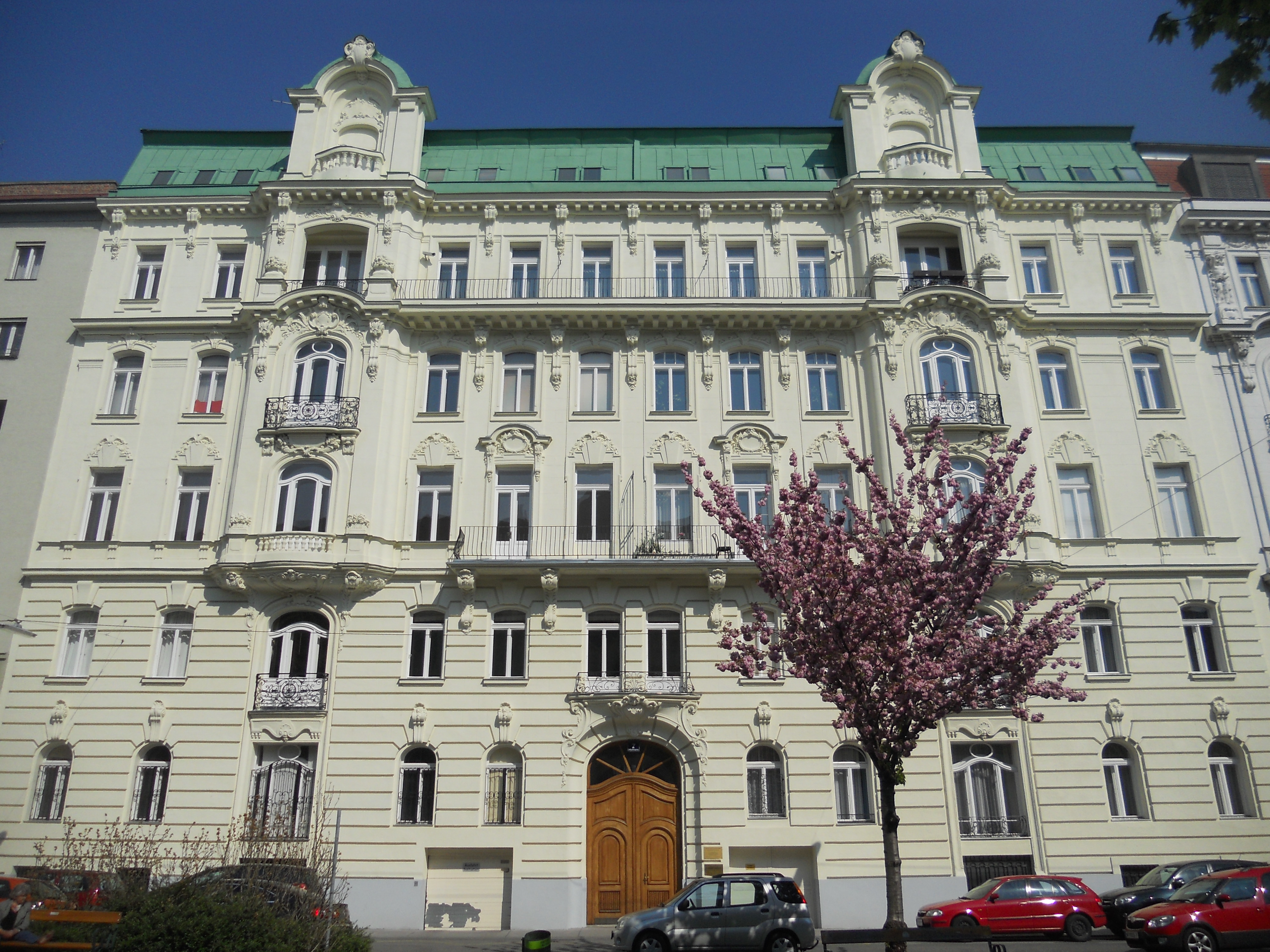
Nr. 7

## Ziehrerplatz
Der Platz wurde 1905 ursprünglich Rochusplatz benannt (nicht zu verwechseln mit dem seit 2016 so benannten Platz rund um den Rochusmarkt) und 1933 nach dem Komponisten Carl Michael Ziehrer (1843–1922) umbenannt. Zum Ensemble des Dannebergplatzes gehört nur noch die Nord- und Westseite, auch dort ist es durch den 1929 erbauten Gemeindebau von Theophil Niemann auf Nr. 8 durchbrochen. Die Bauten stammen von W. König (Nr. 6 (Neulinggasse 10), 1914), Michael Maibaum (Nr. 7, 1914), Ernst Ornstein (9A (Hintzerstraße 8, Pfarrhofgasse 16), 1912), Rudolf Erdös (Nr. 9 (Hintzerstraße 7), 1910; Nr. 10, 1911). Zum Ensemble gehört auch noch das Haus Pfarrhofgasse 13 (W. König, 1912)
- Nr. 10 (Pfarrhofgasse 15) Das Haus wurde 1910/11 von Rudolf Erdös erbaut. Achleitner billigt ihm als Empire-Paraphrase eine eigene Musikalität zu und fühlt sich ein wenig an Pariser Häuser erinnert.[10]

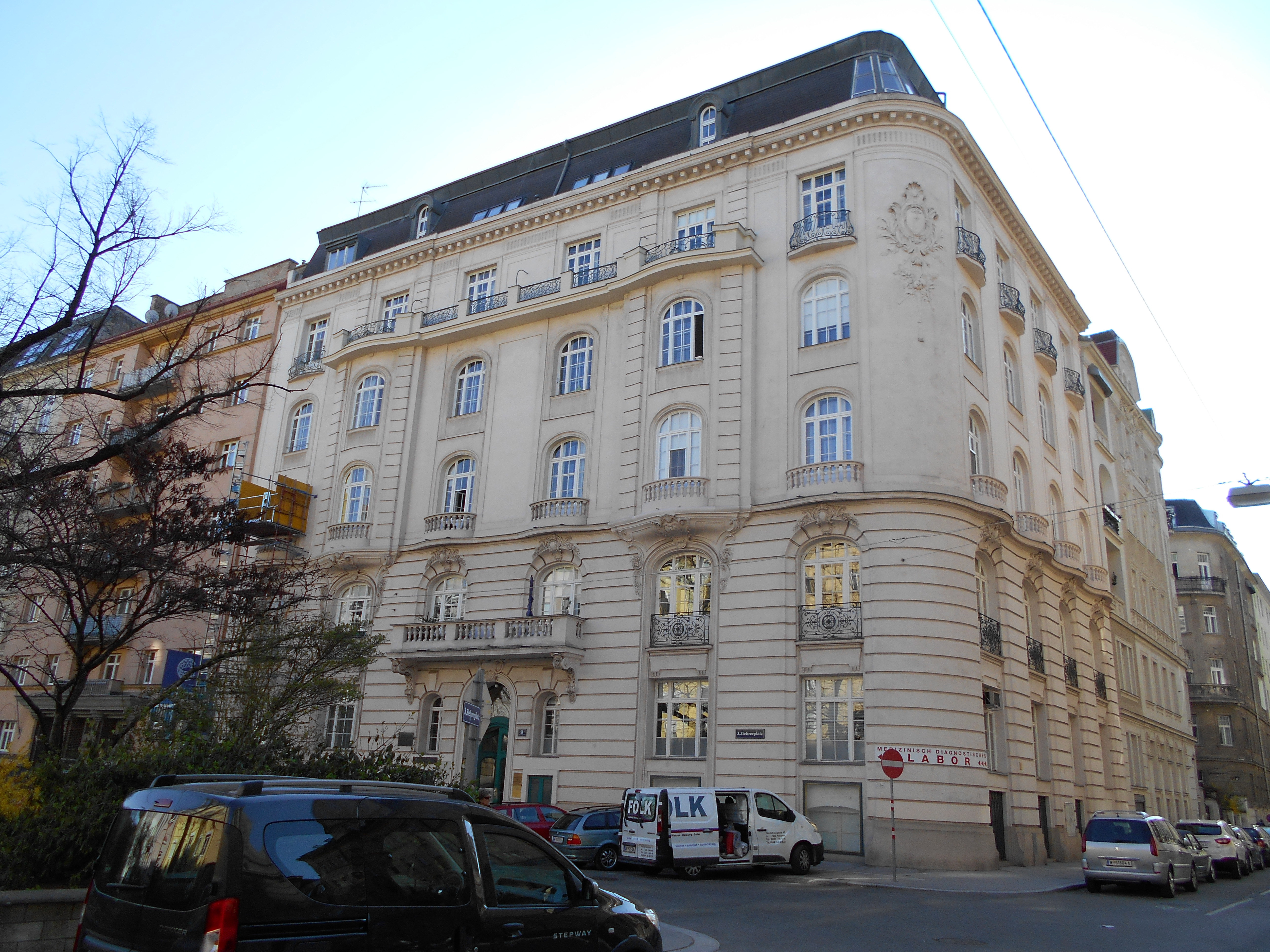
Nr. 9
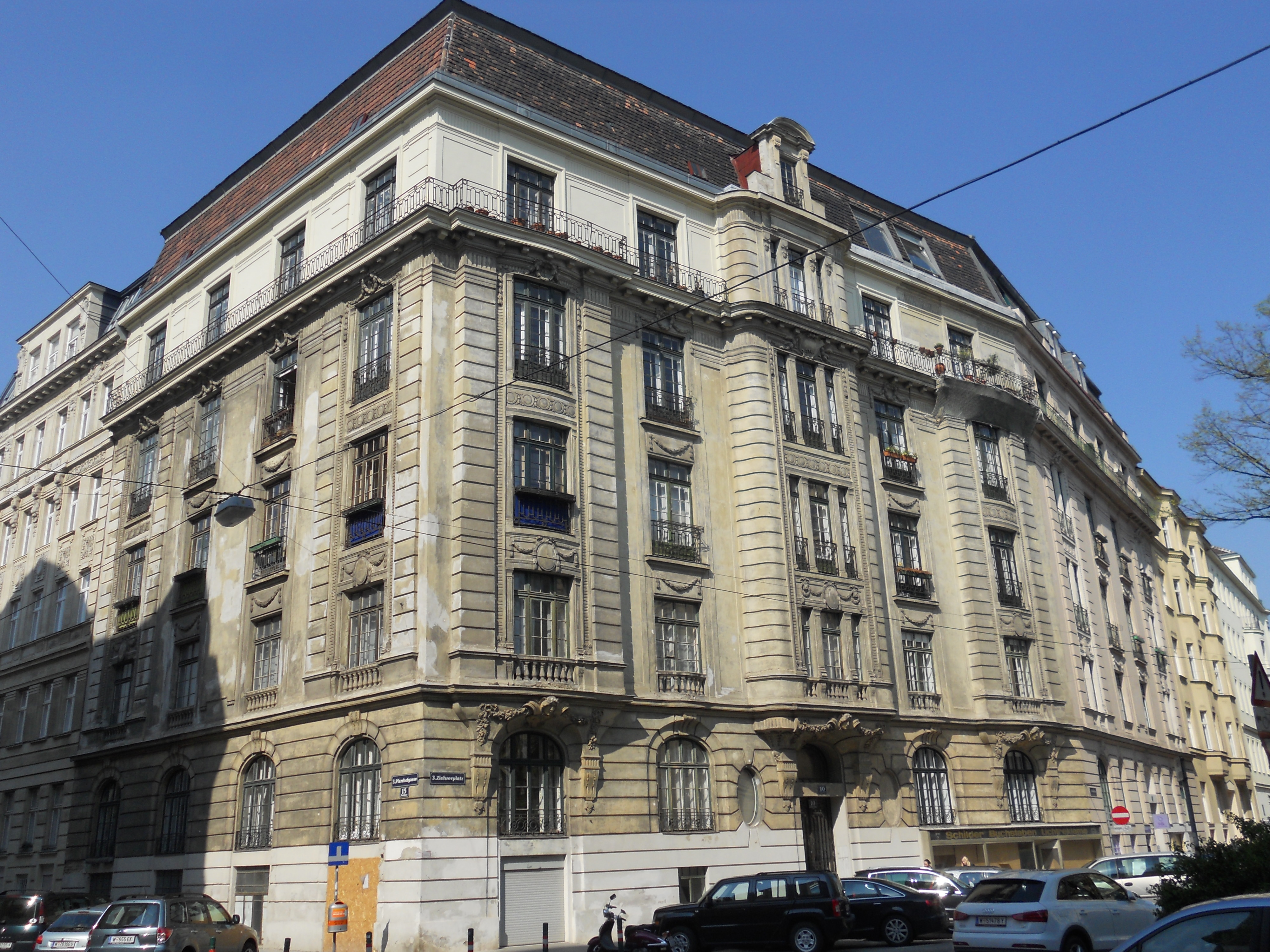
Nr. 10